# U-Bahn-Linie 4 (Hamburg)
| Streckenverlauf der Linie U4 |                                             |                                                                    |                                                                    |
| Streckenlänge: | 13,318 km, davon gemeinsam mit U2: 8,048 km |                                                                    |                                                                    |
| Spurweite: | 1435 mm (Normalspur)                        |                                                                    |                                                                    |
| Stromsystem: | seitliche Stromschiene 750 V =              |                                                                    |                                                                    |
| Streckengeschwindigkeit: | 80 km/h                                     |                                                                    |                                                                    |
| Zweigleisigkeit: | durchgehend                                 |                                                                    |                                                                    |
| |                                             |                                                                    |                                                                    |
| \| \| 6,268 \| Billstedt (BI) \| Billstedt (BI) \| \| \| 5,367 \| Legienstraße (LE) \| Legienstraße (LE) \| \| \| 5,295 \| \| \| \| \| 1,90 \| \| \| \| \| 1,57 \| Horner Geest (HY) \| Horner Geest (HY) \| \| \| 0,95 \| Stoltenstraße (SO) \| Stoltenstraße (SO) \| \| \| 0,00 \| in Bau befindliche Streckenverlegung der U4 \| in Bau befindliche Streckenverlegung der U4 \| \| \| 4,145 \| Horner Rennbahn (HN) \| Horner Rennbahn (HN) \| \| \| 2,950 \| Rauhes Haus (RH) \| Rauhes Haus (RH) \| \| \| 2,302 \| Hammer Kirche (HK) \| Hammer Kirche (HK) \| \| \| 2,095 \| \| \| \| \| 1,540 \| \| \| \| \| 1,354 \| Burgstraße (BG) \| Burgstraße (BG) \| \| \| \| U3 von Barmbek \| \| \| \| 0,012 \| Berliner Tor (BT) \| Berliner Tor (BT) \| \| \| 0,000 \| \| \| \| \| \| U3 nach Hauptbahnhof Süd \| \| \| \| \| \| \| \| \| 1,142 \| Hauptbahnhof Nord (HX) ( Hamburg Hauptbahnhof) ( Hauptbahnhof Süd) \| Hauptbahnhof Nord (HX) ( Hamburg Hauptbahnhof) ( Hauptbahnhof Süd) \| \| \| \| \| \| \| \| 1,7800,000 \| U2 nach Jungfernstieg/Niendorf Nord \| U2 nach Jungfernstieg/Niendorf Nord \| \| \| 0,165 \| Jungfernstieg (JG) \| Jungfernstieg (JG) \| \| \| \| (via Passage ab Rathaus: ) \| \| \| \| \| Strecke der U3 \| \| \| \| 3,202 \| Überseequartier (UR) \| Überseequartier (UR) \| \| \| 3,858 \| HafenCity Universität (HC) \| HafenCity Universität (HC) \| \| \| 5,260 \| Elbbrücken (EB) \| Elbbrücken (EB) \| \| \| 5,349 \| Gegenwärtiges Streckenende, Verlängerung in Planung \| Gegenwärtiges Streckenende, Verlängerung in Planung \| \| \| \| Norderelbe \| \| \| \| \| Moldauhafen \| \| \| \| \| \| \| |                                             |                                                                    |                                                                    |
| U-Bahn-Kopfbahnhof Strecke bis hier außer Betrieb | 6,268                                       | Billstedt (BI)                                                     | Billstedt (BI)                                                     |
| U-Bahn-Haltepunkt / Haltestelle | 5,367                                       | Legienstraße (LE)                                                  | Legienstraße (LE)                                                  |
| U-Bahn-Tunnelanfang | 5,295                                       |                                                                    |                                                                    |
| U-Bahn-Strecke (im Tunnel) | 1,90                                        |                                                                    |                                                                    |
| U-Bahn-Bahnhof (Strecke außer Betrieb) (im Tunnel) · U-Bahn-Strecke (im Tunnel) | 1,57                                        | Horner Geest (HY)                                                  | Horner Geest (HY)                                                  |
| U-Bahn-Haltepunkt / Haltestelle (Strecke außer Betrieb) (im Tunnel) · U-Bahn-Strecke (im Tunnel) | 0,95                                        | Stoltenstraße (SO)                                                 | Stoltenstraße (SO)                                                 |
| U-Bahn-Verschwenkung nach links (Strecke außer Betrieb) (im Tunnel) · U-Bahn-Verschwenkung nach rechts (im Tunnel) | 0,00                                        | in Bau befindliche Streckenverlegung der U4                        | in Bau befindliche Streckenverlegung der U4                        |
| U-Bahn-Bahnhof (im Tunnel) | 4,145                                       | Horner Rennbahn (HN)                                               | Horner Rennbahn (HN)                                               |
| U-Bahn-Bahnhof (im Tunnel) | 2,950                                       | Rauhes Haus (RH)                                                   | Rauhes Haus (RH)                                                   |
| U-Bahn-Bahnhof (im Tunnel) | 2,302                                       | Hammer Kirche (HK)                                                 | Hammer Kirche (HK)                                                 |
| U-Bahn-Tunnelende | 2,095                                       |                                                                    |                                                                    |
| U-Bahn-Tunnelanfang | 1,540                                       |                                                                    |                                                                    |
| U-Bahn-Bahnhof (im Tunnel) | 1,354                                       | Burgstraße (BG)                                                    | Burgstraße (BG)                                                    |
| U-Bahn-Abzweig geradeaus und von rechts (im Tunnel) |                                             | U3 von Barmbek                                                     | U3 von Barmbek                                                     |
| U-Bahn-Bahnhof (im Tunnel) | 0,012                                       | Berliner Tor (BT)                                                  | Berliner Tor (BT)                                                  |
| U-Bahn-Kilometer-Wechsel (im Tunnel) | 0,000                                       |                                                                    |                                                                    |
| U-Bahn-Abzweig geradeaus und nach links (im Tunnel) |                                             | U3 nach Hauptbahnhof Süd                                           | U3 nach Hauptbahnhof Süd                                           |
| |                                             |                                                                    |                                                                    |
| U-Bahn-Haltepunkt / Haltestelle (im Tunnel) | 1,142                                       | Hauptbahnhof Nord (HX) ( Hamburg Hauptbahnhof) ( Hauptbahnhof Süd) | Hauptbahnhof Nord (HX) ( Hamburg Hauptbahnhof) ( Hauptbahnhof Süd) |
| |                                             |                                                                    |                                                                    |
| U-Bahn-Abzweig geradeaus und nach rechts (im Tunnel) | 1,7800,000                                  | U2 nach Jungfernstieg/Niendorf Nord                                | U2 nach Jungfernstieg/Niendorf Nord                                |
| U-Bahn-Bahnhof (im Tunnel) | 0,165                                       | Jungfernstieg (JG)                                                 | Jungfernstieg (JG)                                                 |
| U-Bahn-Strecke (im Tunnel) |                                             | (via Passage ab Rathaus: )                                         | (via Passage ab Rathaus: )                                         |
| U-Bahn-Kreuzung (im Tunnel) |                                             | Strecke der U3                                                     | Strecke der U3                                                     |
| U-Bahn-Haltepunkt / Haltestelle (im Tunnel) | 3,202                                       | Überseequartier (UR)                                               | Überseequartier (UR)                                               |
| U-Bahn-Bahnhof (im Tunnel) | 3,858                                       | HafenCity Universität (HC)                                         | HafenCity Universität (HC)                                         |
| U-Bahn-Bahnhof | 5,260                                       | Elbbrücken (EB)                                                    | Elbbrücken (EB)                                                    |
| | 5,349                                       | Gegenwärtiges Streckenende, Verlängerung in Planung                | Gegenwärtiges Streckenende, Verlängerung in Planung                |
| U-Bahn-Strecke unter Wasserlauf (Strecke außer Betrieb) |                                             | Norderelbe                                                         | Norderelbe                                                         |
| U-Bahn-Bahnhof (Strecke außer Betrieb) |                                             | Moldauhafen                                                        | Moldauhafen                                                        |
| |                                             |                                                                    |                                                                    |

Die U4 ist eine Linie der Hamburger U-Bahn, die die HafenCity, die zentralen Verkehrsknoten Jungfernstieg und Hauptbahnhof und die östlichen Stadtteile der Hansestadt miteinander verbindet.
Unter dem Projektnamen U4 existierte in den 1960er und 1970er Jahren bereits eine weitgehend ausgearbeitete Planung für eine andere Strecke, die die Innenstadt mit den Stadtteilen Lurup und Osdorf im äußersten Westen der Stadt und mit dem Büroquartier City Nord im Norden Hamburgs verbinden sollte. Nachdem im Zuge der ersten Ölkrise Haushaltseinsparungen vorgenommen wurden, wurde das Projekt auf unbestimmte Zeit zurückgestellt. Ein größerer Teil der für die alte U4 geplanten Streckenkorridore soll nach aktuellen Planungen bis Ende der 2030er Jahre durch die neue U-Bahn-Linie U5 an das Schnellbahnnetz angeschlossen werden.

## Strecke
Die Strecke der U4 hat eine Länge von rund 13,3 Kilometern, womit sie die mit Abstand kürzeste U-Bahn-Linie Hamburgs ist. Die U4 ist zugleich die jüngste Linie des Netzes und die erste, die im Wesentlichen als Zweiglinie einer älteren Linie (U2) entwickelt wurde, deren Strecke sie zwischen ihrem östlichen Endpunkt Billstedt und dem innerstädtischen Verkehrsknoten Jungfernstieg teilt. Der gemeinsam bediente Abschnitt ist rund 8 Kilometer lang, die ausschließlich von der U4 bediente Strecke von Jungfernstieg in die HafenCity hat eine Länge von rund 5,4 Kilometern. Mit Ausnahme eines im Einschnitt gelegenen Streckenabschnitts zwischen Burgstraße und Horner Rennbahn, der ebenfalls im Einschnitt gelegenen Strecke zwischen Legienstraße und Billstedt sowie der zur oberirdischen Endstation Elbbrücken führenden Tunnelrampe verläuft die Strecke der U4 vollständig in Tunneln.
Die Strecke beginnt im Osten Hamburgs im Stadtteil Billstedt und führt zusammen mit der U2 über Horn und Hamm in westliche Richtung zum Schnellbahnknoten Berliner Tor in Borgfelde und weiter nach Westen zum Hauptbahnhof am östlichen Rand der Innenstadt. Die Strecke verläuft weiter nach Westen bis zum Jungfernstieg im Zentrum der Innenstadt. Etwa 165 Meter vor der Einfahrt in die Station fädelt die U4 aus der Strecke der U2 aus (Nullpunkt der Streckenkilometrierung der U4) und nutzt an der Station zwei eigene Bahnsteiggleise neben denen der U2.
Westlich von Jungfernstieg beginnt die Neubaustrecke der U4, die die Neustadt in einem weit ausschwingenden 180°-Bogen unterquert und nach rund 3 Kilometern die Haltestelle Überseequartier unterhalb des zentralen Bereichs der HafenCity erreicht, in dem unter anderem ein Einzelhandelsschwerpunkt, ein Multiplex-Kino und ein Kreuzfahrt-Terminal geplant sind. Rund 650 Meter weiter östlich folgt die Station HafenCity Universität im Elbtorquartier. Sie erschließt u. a. die namensgebende Hochschule und den Lohsepark als größte Grünfläche der HafenCity. Die Strecke führt von dort weiter in östliche Richtung, zunächst durch einen rund 230 Meter langen, viergleisigen Streckentunnel, der neben den beiden Streckengleisen eine zweigleisige Kehr- und Abstellanlage aufnimmt. An diese Tunnelanlage schließt sich ein weiterer, gut 710 Meter langer Streckentunnel an, der anschließend in eine rund 215 Meter lange Rampe mündet, die parallel zur nördlich angrenzenden Strecke der Fernbahn in einer Kurve verläuft und bis auf das Niveau der Norderelbbrücken ansteigt und hier schließlich den Endbahnhof Elbbrücken erreicht. Der Bahnhof erschließt das östlichste Quartier der HafenCity sowie Teile des angrenzenden Stadtteils Rothenburgsort und des als logische Erweiterung der HafenCity auf dem Kleinen Grasbrook geplanten Entwicklungsgebiets. In der HafenCity selbst sind im Umfeld der Station u. a. Arbeitsplätze für rund 13.000 Personen, 1100 Wohnungen und ein Kongresshotel mit etwa 500 Zimmern geplant. Städtebaulich soll das Gebiet von einem Cluster aus Hochhäusern geprägt werden, darunter der 245 Meter hohe Elbtower.

## Stationen
Die U4 verfügt über zwölf Stationen und ist damit die nach der Anzahl der Haltestellen kleinste Linie des Netzes. Die neun Stationen zwischen Billstedt und Jungfernstieg werden gemeinsam mit der U2 bedient, wobei die Linien am Jungfernstieg über jeweils zwei eigene Bahnsteiggleise verfügen, während sie ansonsten dieselben Gleise benutzen. Die drei Stationen in der HafenCity werden ausschließlich von der U4 bedient.
Mit Ausnahme der im Einschnitt gelegenen Haltestellen Legienstraße und Rauhes Haus und der oberirdischen Station Elbbrücken liegen alle Haltestellen der U4 im Tunnel. Rauhes Haus bildet dabei einen Sonderfall, da die Station komplett eingehaust ist, weiterhin liegt die Station Billstedt eigentlich auch im Einschnitt und ist lediglich mit der Fläche des zur Station gehörenden Busbahnhofs überbaut.

### Barrierefreiheit
Die U4 war die erste Schnellbahnlinie Hamburgs, deren Bahnsteige durchgehend stufenlos erreichbar und mit einem taktilen Leitsystem für sehbehinderte Menschen ausgestattet waren. Die Stationen in der HafenCity waren dabei bereits zur Erstinbetriebnahme barrierefrei, die Stationen auf der Bestandsstrecke wurden teilweise später angepasst. Mit Abschluss des barrierefreien Ausbaus der Station Rauhes Haus am 10. Dezember 2015 wurde die Anpassung auf der Bestandsstrecke abgeschlossen.
Gleichwohl verfügen lediglich die Stationen Hauptbahnhof Nord, Jungfernstieg, Überseequartier, HafenCity Universität und Elbbrücken über Bahnsteige, die auf voller Länge ein stufenloses Ein- und Aussteigen in die Züge erlauben. Die anderen Stationen verfügen lediglich über die bei den meisten nachträglich ausgebauten Haltestellen üblichen teilerhöhten Bahnsteige, die nur in einem begrenzten Abschnitt ein stufenloses Ein- und Aussteigen ermöglichen.

### Typologie
Die U4 verfügt überwiegend über Mittelbahnsteige, an den Stationen Billstedt, Berliner Tor und Jungfernstieg finden sich jeweils zwei davon. Lediglich Legienstraße, Rauhes Haus und Hauptbahnhof Nord und Elbbrücken verfügen über Seitenbahnsteige. Eine besondere Situation fand sich dabei bei der Legienstraße, bei der die Seitenbahnsteige durch eine breite Grünschneise voneinander getrennt wurden. Heute befindet sich dort eine U-Bahn-Waschanlage anstelle der früheren Grünschneise.
Die Bahnsteige aller Stationen sind rund 120 Meter lang und erlauben so den Einsatz von achtteiligen Doppeltraktionen der Baureihe DT4 und neunteiligen Dreifachtraktionen der Baureihe DT5. Aufgrund des noch ausstehenden Endausbaus der HafenCity werden im Regelverkehr jedoch bislang kürzere Zugverbände eingesetzt.

### Entwurf

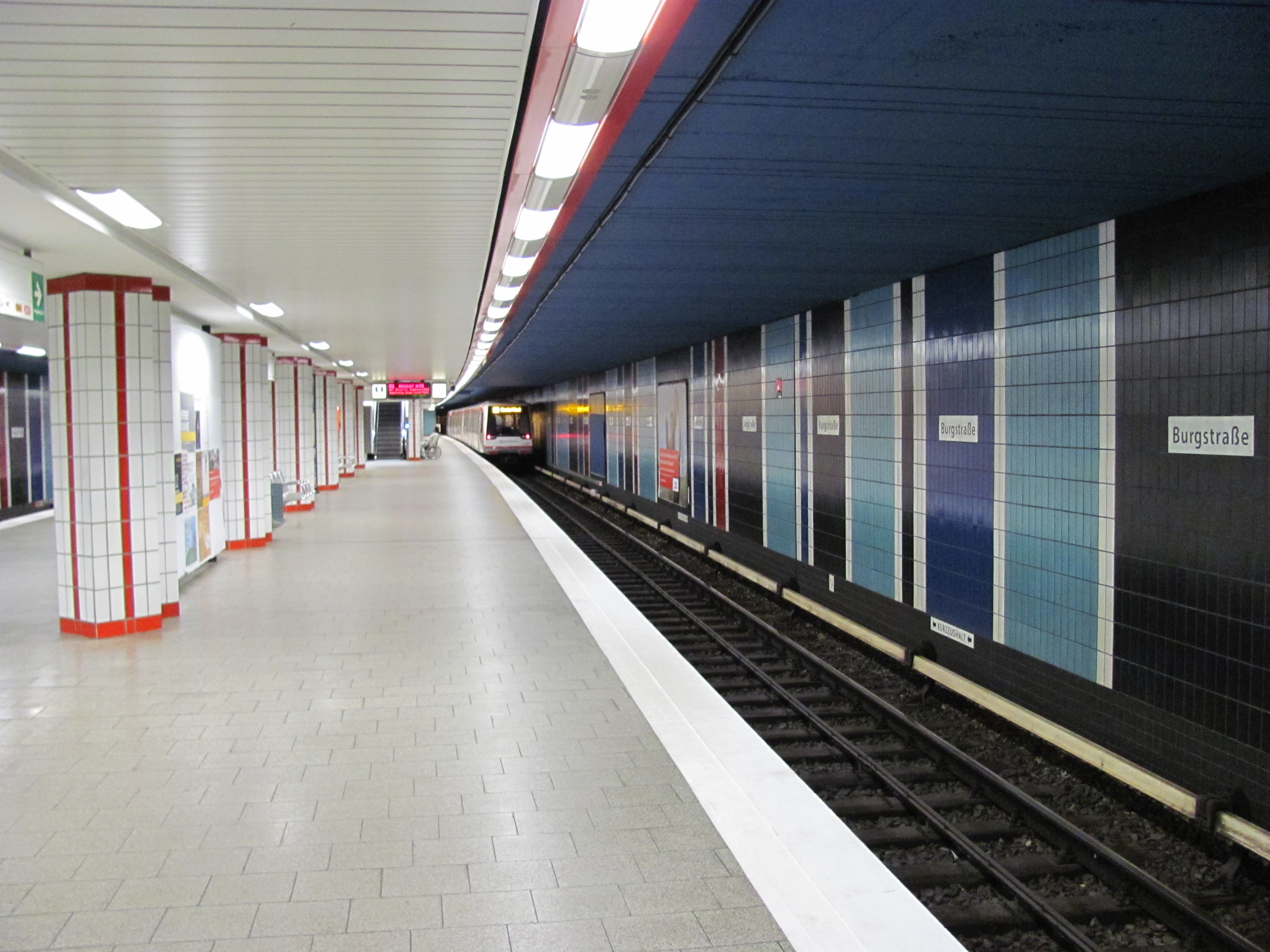
Robuster Stationsentwurf aus den 1960er Jahren an der ebenfalls von der U2 bedienten Haltestelle Burgstraße

Zwischen den Eröffnungen des gemeinsam mit der U2 bedienten Streckenabschnitts und der Neubaustrecke in die HafenCity liegen über fünfzig Jahre, was sich auch auf Ebene der Stationsgestaltung widerspiegelt. Die Haltestellen der Bestandsstrecke zeigen die für die 1960er Jahre charakteristische Sachlichkeit und gestalterische Zurückhaltung, ebenso wie sich die Höhe der Bahnsteighallen weitgehend auf die Maße des Lichtraumprofils der Züge beschränkt. Die für die U4 neu gebauten Stationen in der HafenCity zeichnen sich demgegenüber durch eine deutlich aufwendigere Gestaltung und eine durch die Tiefe der Hafenbecken bedingte äußerst großzügige Dimensionierung aus.
Der gestalterische Anspruch der neuen Stationen ist zum einen vor dem Hintergrund des Ziels der Freien und Hansestadt zu sehen, den ÖPNV zu einem Hauptträger des Verkehrs in der HafenCity zu machen, was durch eine attraktive Stationsgestaltung unmittelbar unterstützt wird. Zum anderen trägt die Gestaltung der Prominenz und dem von Hamburg angestrebten Niveau des Gesamtprojekts HafenCity Rechnung, das sich in anderen Bereichen etwa in der Gestaltung der öffentlichen Freiraumanlagen und der Auswahl der Stadtmöbel widerspiegelt. Trotz der insgesamt sehr unterschiedlichen Entwürfe der drei Stationen in der HafenCity ist allen gemein, dass sie Elemente des benachbarten Hafens aufgreifen und so eine Rückbindung zu ihrem Standort schaffen sollen. Auffällig ist weiterhin der weitgehende Verzicht auf Werbemedien in den Stationen, die sich bei den unterirdischen Haltestellen auf wenige Anlagen entlang der Mittelachse des Bahnsteigs beschränken und bei der oberirdischen Station Elbbrücken gänzlich entfallen. Insbesondere die Bahnsteighinterwände der Tunnelstationen sind vollständig frei gehalten von Werbeflächen, sodass die architektonisch-gestalterische Wirkung nicht durch werbliche Botschaften belastet wird.
Der großzügige Zuschnitt der Tunnelstationen Überseequartier und HafenCity Universität wurde insbesondere dadurch ermöglicht bzw. erheblich vereinfacht, dass die Trasse in diesem Bereich in relativ großen Tiefenlage von bis zu 20 Meter unter der Oberfläche verläuft und zudem in offener Bauweise hergestellt werden konnte, da das Trassenumfeld zum Zeitpunkt des Baus noch frei von Bebauung war. Mit Deckenhöhen von bis zu 10 Meter gehören die Bahnsteighallen der Stationen in der HafenCity zu den höchsten des gesamten Netzes. Auch die Station Elbbrücken profitierte davon, dass sich während des Baus noch keine Bebauung in der Umgebung befand, auf die bei der Bauausführung hätte Rücksicht genommen werden müssen.

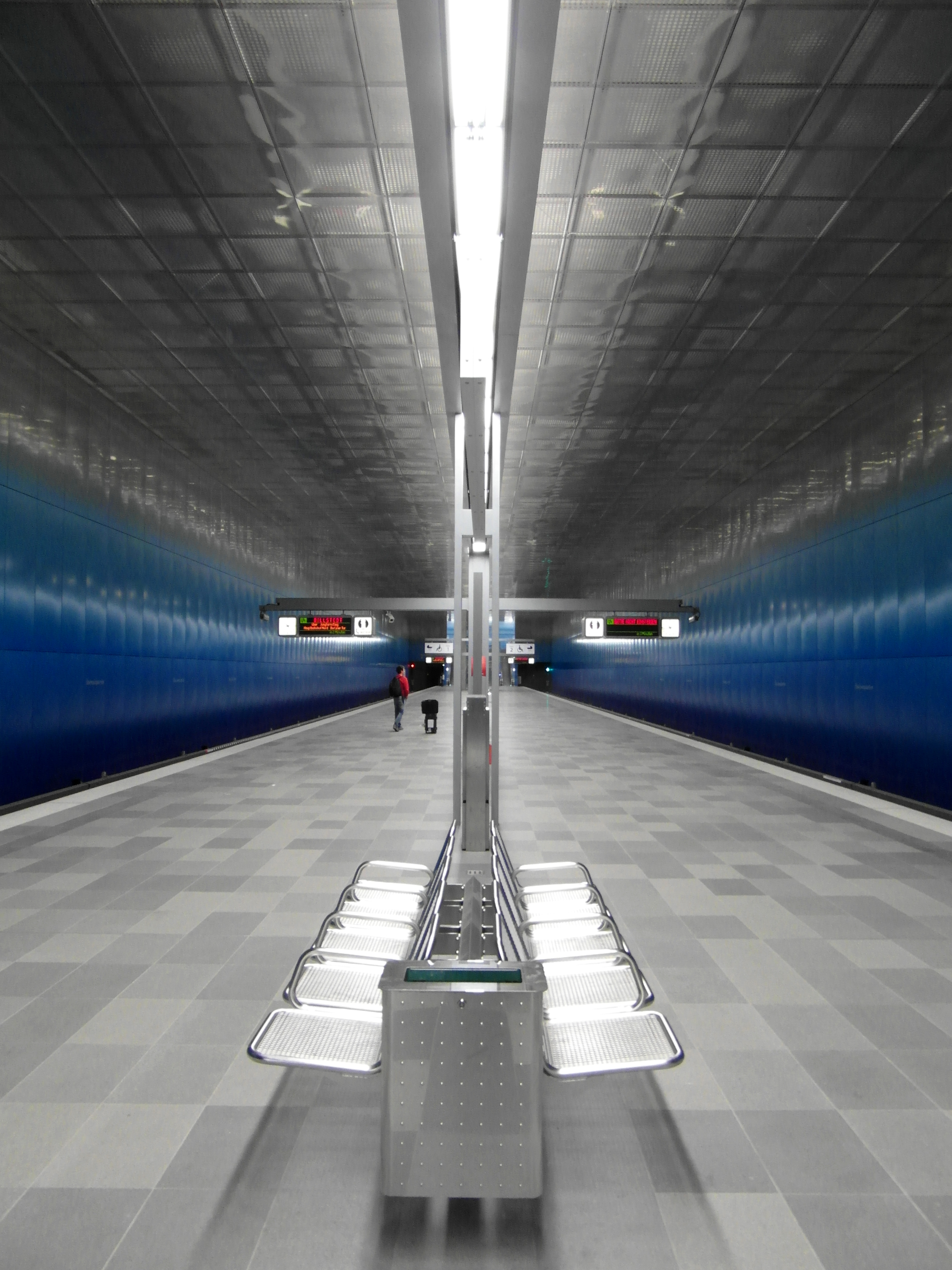
Gestalterische Idee des Bahnsteigs als weiße Sandbank auf dem Meeresgrund

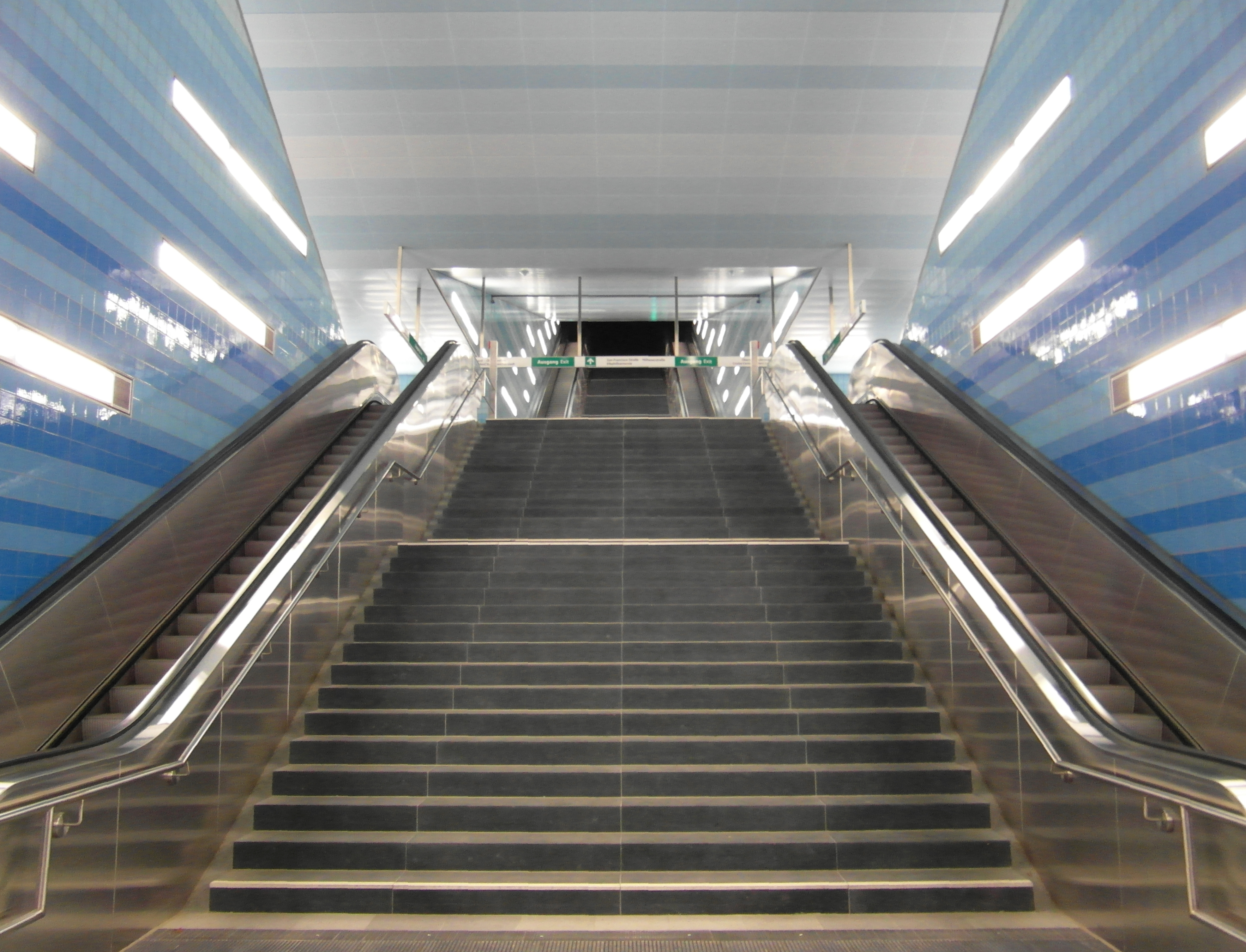
Farbverlauf von der Bahnsteigebene zur Oberfläche an der Station Überseequartier

Der Entwurf von Überseequartier stammt vom Büro netzwerkarchitekten (Darmstadt), die Lichtplanung vom Büro Schlothfeld Licht (Hamburg/Berlin). Die Haltestelle besteht gestalterisch aus zwei Einheiten, die beide mit ähnlichen Mitteln eine Unterwasserszenerie darstellen sollen. Die erste Einheit besteht aus den Zugangsanlagen einschließlich der Verteilerebenen, die zweite Einheit wird gebildet von der Bahnsteighalle. Die Gestaltung der Treppenanlagen und Verteilerebenen greift im Wesentlichen auf kleinformatige Fliesen in verschiedenen, von der Oberfläche zur Verteilerebene dunkler werdenden Blautönen zurück. Hierdurch soll beim Betreten der Station der Verlust des Sonnenlichts beim Eintauchen in höhere Tiefen des Meeres und beim Verlassen der Station das Auftauchen bzw. Erreichen der sonnendurchfluteten oberen Wasserschichten symbolisiert werden. Die Bahnsteighalle besteht demgegenüber aus drei Gestaltungselementen, deren Zusammenspiel den Eindruck einer weißen Sandbank auf dem Grund des Meeres vermitteln soll. Die Sandbank wird dabei durch den hell gepflasterten Bahnsteig dargestellt, die mit lackierten Metallpaneelen verkleideten Bahnsteighinterwände zeigen ähnlich wie die Fliesen in den Zugangsanlagen einen von unten nach oben reichenden Farb- und Helligkeitsverlauf von dunklem, sattem Blau zu Silberweiß. Die Decke der Bahnsteighalle schließlich ist mit Edelstahlplatten verkleidet, die die silberweiße Farbgebung des oberen Abschlusses der Bahnsteighinterwände aufnehmen und ein unregelmäßiges Lochmuster zeigen, das die Bewegung der Meeresoberfläche aus Sicht eines Tauchers darstellen soll.

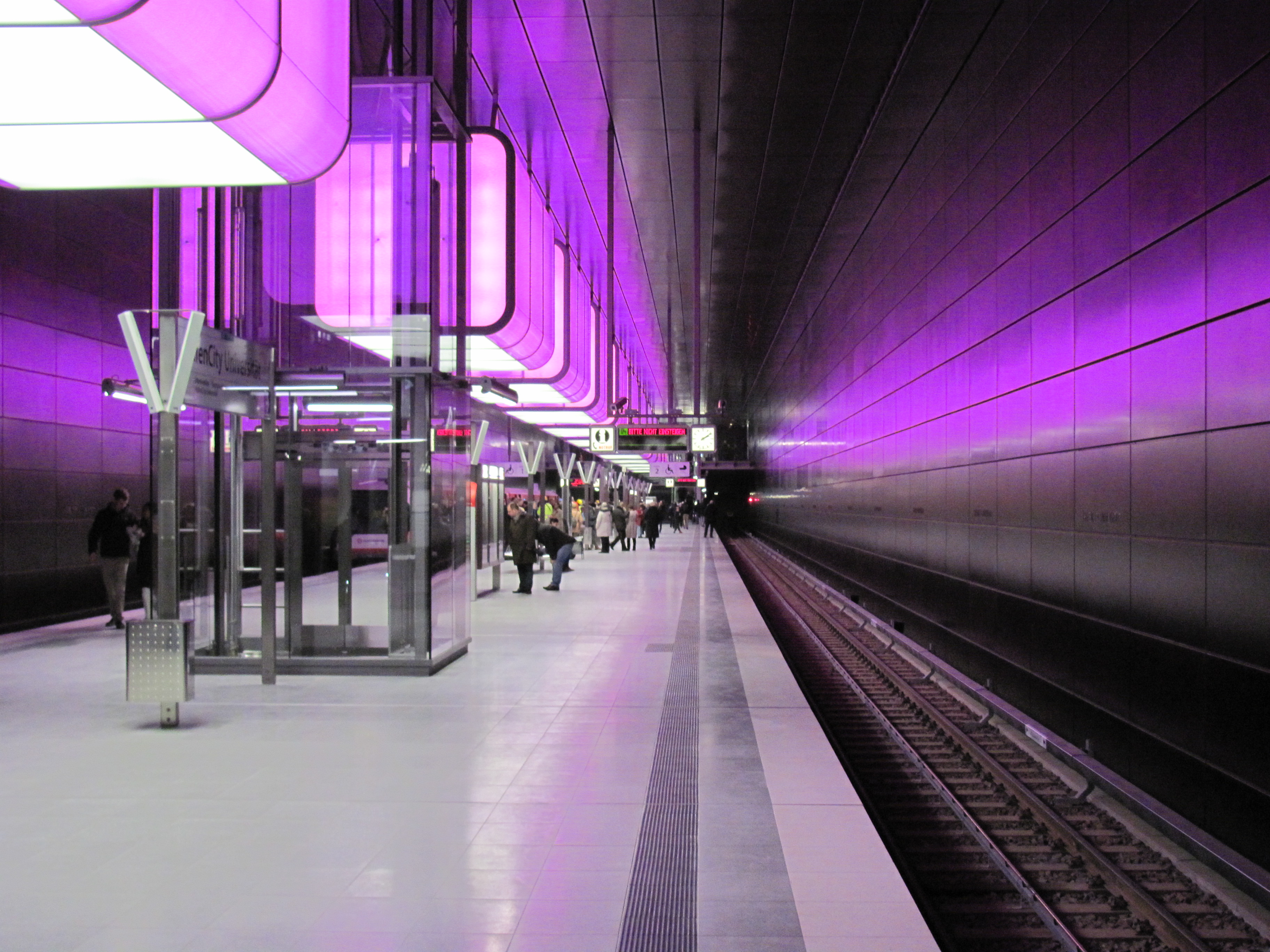
Zusammenspiel von Leuchtkörpern und Wandverkleidung am Bahnhof HafenCity Universität

Der Entwurf von HafenCity Universität wurde vom Büro raupach architekten (München) erarbeitet, die Lichtplanung stammt von pfarré lighting design und d-lightvision (beide ebenfalls München). Während für Überseequartier ein eher allgemeines aquatisches Thema gewählt wurde, griffen die Architekten bei HafenCity Universität konkrete Motive und Eindrücke des Hafens auf und verliehen der Station eine eher technisch-industrielle Anmutung. Der Entwurf verwendet hierzu im Wesentlichen zwei Gestaltungselemente. Zum einen sind Wände und Decken des gesamten Bahnhofs mit großformatigen Paneelen aus geätztem, dunkelbraunem Stahl verkleidet, die eine mehrdeutige Qualität zwischen Rost und poliertem Leder erreichen. Zum anderen hängen über dem Bahnsteig zwölf Leuchtkörper, deren Abmessungen jeweils denen eines Standardcontainers entsprechen. Über jeweils 280 LEDs erzeugen diese Körper im Zusammenspiel mit der das Licht diffus reflektierenden Decken- und Wandverkleidung differenzierte Farb- und Lichtstimmungen, die sich nach Aussage der Architekten auf die unterschiedlichen Stimmungen des Hafens zu verschiedenen Tageszeiten und bei unterschiedlichen Witterungen beziehen. Der Bahnsteig unmittelbar unterhalb der Leuchtkörper wird dabei durchgehend in warmweißem Licht bestrahlt, während Wände und Decken in einem permanenten Farbwechsel beleuchtet werden. Das Hafenmotiv wird weiterhin akustisch unterstützt durch eine Klangcollage aus hafentypischen Geräuschen wie Schiffshörnern, schwappenden Wellen, Möwenschreien und ähnlichem.

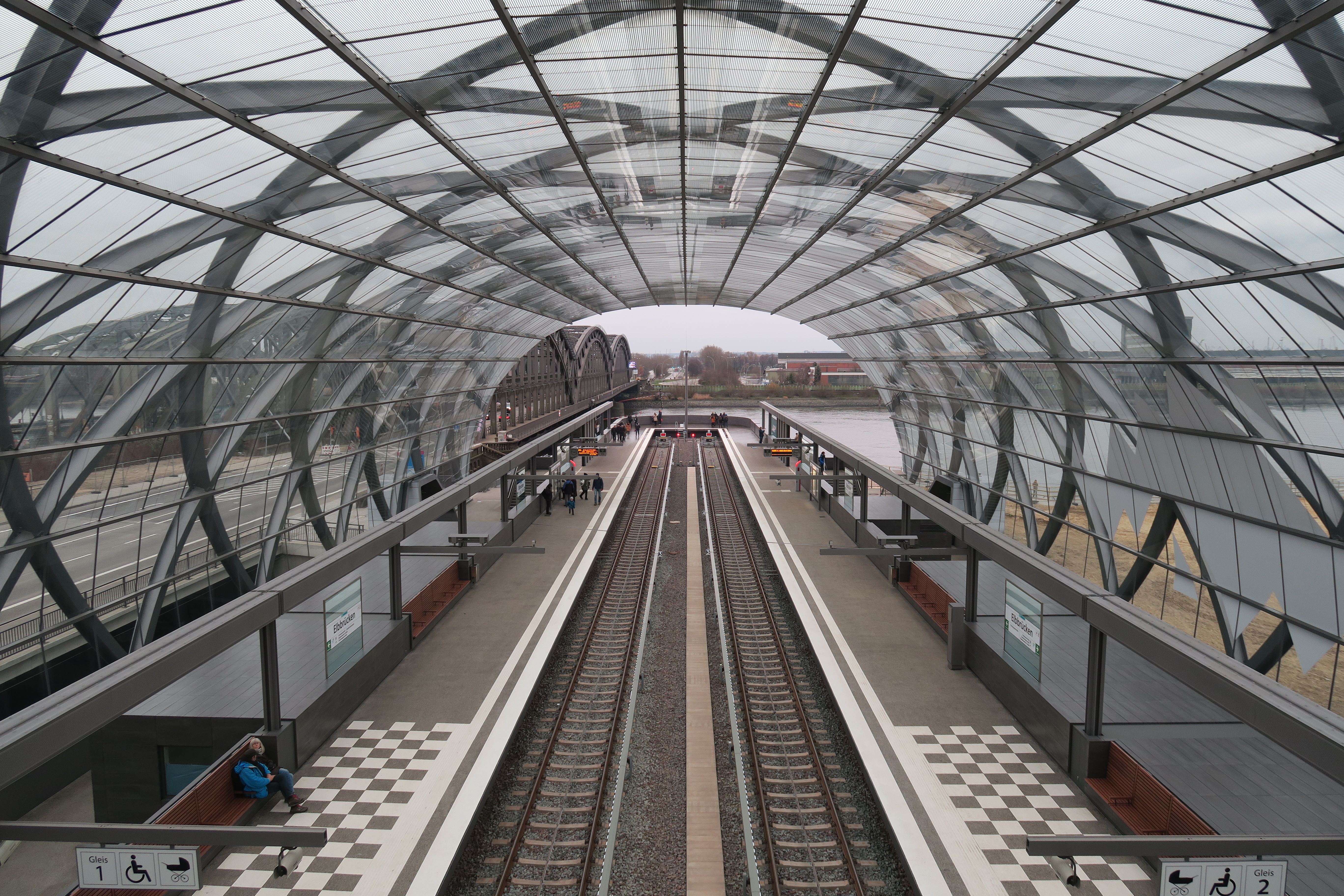
U-Bahnhof Elbbrücken

Der Entwurf des Bahnhofs Elbbrücken wurde von gmp (Hamburg) erarbeitet. Das Büro thematisiert weniger abstrakte bzw. allgemeine wasser- und hafenbezogene Themen, sondern bezieht sich in seinem Entwurf konkret auf die namensgebenden Norderelbbrücken südöstlich der Station. Der Entwurf ist gestalterisch und in der Anzahl der verwendeten Elemente ebenfalls extrem reduziert und besteht im Wesentlichen aus einer netzartigen Stahlträgerkonstruktion, die den Bahnsteig röhrenartig umschließt. gmp greift damit das Stahlfachwerk der Elbbrücken auf und verhaftet die Station gestalterisch in ihrem Umfeld. Als Witterungsschutz ist die Innenseite der Stahlkonstruktion mit einer geschlossenen Glashaut bedeckt. Der Entwurf erreicht eine hohe Transparenz, die den großzügigen Raumeindruck der Stationshalle unterstreicht und Blickbeziehungen in die gesamte Umgebung des Bahnhofs gewährt. Ein besonderes Element ist zudem eine Aussichtsplattform am südlichen Ende der Station, die einen Blick über die Elbe und in Richtung des Kleinen Grasbrooks erlaubt und gleichzeitig als Verbindung zwischen den beiden Seitenbahnsteigen der Station dient.

### Nutzung baulicher Vorleistungen

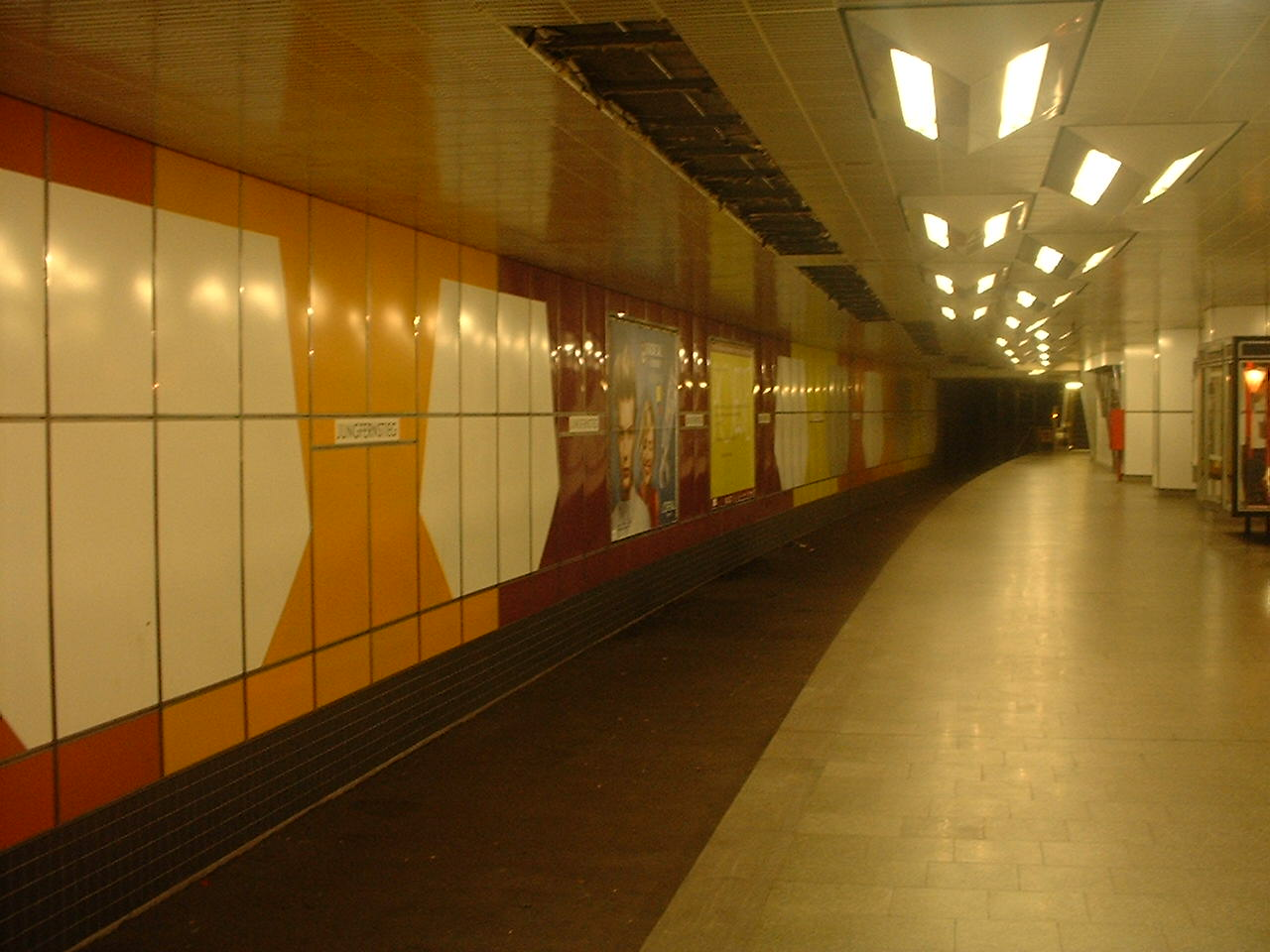
Bis zur Eröffnung der U4 ungenutzter Gleistrog am Jungfernstieg

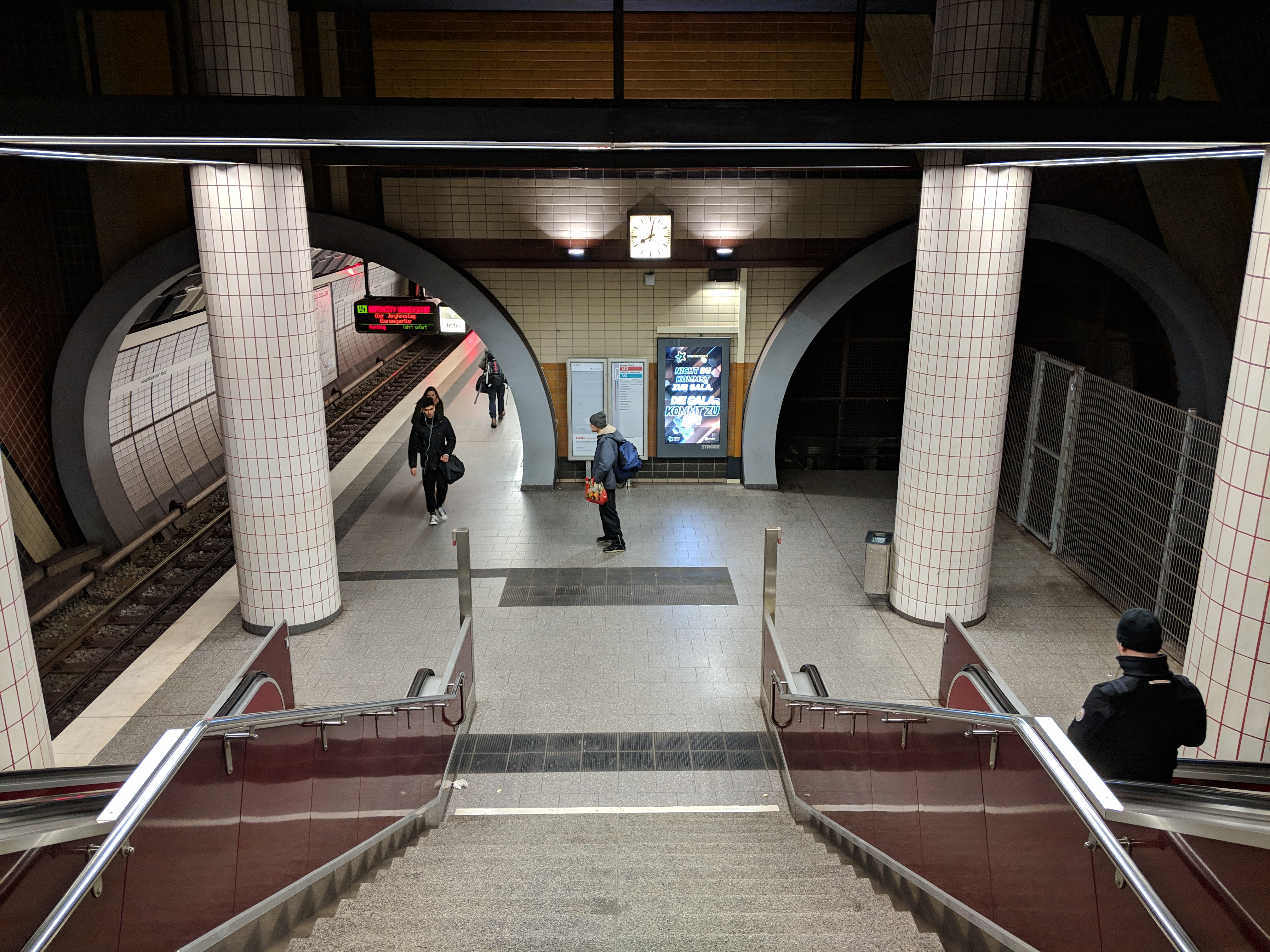
Weiterhin ungenutzter Gleistrog am Hauptbahnhof Nord

Eine Besonderheit der U4 ist, dass die Linie an der Station Jungfernstieg bauliche Vorleistungen nutzt, die Anfang der 1970er Jahre im Rahmen der Planungen für die ursprüngliche U4 (Winterhude – Hauptbahnhof – St. Pauli – Altona – Lurup) hergestellt worden waren. Es handelt sich dabei um die äußeren Gleiströge an den Bahnsteigen der Linie U2, die die Gleise der alten U4 aufnehmen sollten. Da diese Planungen nie zur Umsetzung kamen, nutzt lediglich die U2 seit ihrer Inbetriebnahme auf diesem Abschnitt am 3. Juni 1973 die inneren Gleise, während die äußere Gleiströge bis zur Inbetriebnahme der neuen U4 am 29. November 2012 annähernd vier Jahrzehnte funktionslos blieben.
Die analog zur Situation am Jungfernstieg geplanten und gebauten äußeren Bahnsteige der Station Hauptbahnhof Nord werden von der neuen U4 hingegen nicht genutzt, da sie auf der bestehenden Strecke der Linie U2 weitergeführt wird und hier nicht abzweigt wie früher geplant. Auch hätten die zwischenzeitlich in die Gleiströge eingebauten Aufzüge entfernt werden müssen.

## Betrieb
Die Fahrt zwischen Billstedt und Elbbrücken dauert 21 Minuten. Daraus ergibt sich eine Durchschnittsgeschwindigkeit von 37,6 km/h, womit die U4 den höchsten Wert aller Hamburger U-Bahn-Linien erreicht. Auf dem 5,3 km langen Streckenabschnitt, der ausschließlich von der U4 befahren wird, beträgt die Durchschnittsgeschwindigkeit sogar etwa 45 km/h. Auch der durchschnittliche Haltestellenabstand ist mit etwa 1,2 km auffallend groß, wobei sich die beiden vorgenannten Werte durch den ungewöhnlich langen, stationslosen Streckenabschnitt zwischen Jungfernstieg und Überseequartier erklären. Bemerkenswert ist auch, dass die Station HafenCity Universität nach 3,9 km Baustrecke lediglich etwa 1,7 km Luftlinie vom Ausgangspunkt der HafenCity-Strecke am Jungfernstieg entfernt ist, die Linienführung also einen großen Umweg aufweist.

### Fahrplan
| Streckenabschnitt der Linie U4  | montags–freitags | samstags | sonn- und feiertags | Schwachverkehrszeit: Sonntag bis Donnerstag ab 23 Uhr sowie Sa, So bis 7 Uhr | Nacht Fr/Sa und Sa/So sowie in den Nächten vor gesetzlichen Feiertagen |
| ------------------------------- | ---------------- | -------- | ------------------- | ---------------------------------------------------------------------------- | ---------------------------------------------------------------------- |
| Elbbrücken – Jungfernstieg      | 10 min           | 10 min   | 10 min              | 20 min                                                                       | 20 min                                                                 |
| Jungfernstieg – Horner Rennbahn | 10 min           | 10 min   | 10 min              | 20 min                                                                       | kein Betrieb                                                           |
| Horner Rennbahn – Billstedt     | 10 min           | 10 min   | kein Betrieb        | 20 min                                                                       | kein Betrieb                                                           |

Anmerkungen
Einzelne Fahrten führen über Billstedt hinaus bis zum östlichen Endpunkt der U2 in Mümmelmannsberg.
Sonnabends (von 7 bis 9 Uhr) sowie sonn- und feiertags (von 7 bis 12 Uhr sowie von 19 bis 23 Uhr) verkehren die Züge lediglich zwischen Elbbrücken und Berliner Tor. Im Nachtverkehr, d. h. in den Nächten vor Sonnabenden, Sonntagen und gesetzlichen Feiertagen in Hamburg, verkehrt die U4 lediglich zwischen Jungfernstieg und Elbbrücken.
Von der Eröffnung der Strecke am 29. November 2012 bis zum 12. August 2013 wurde die Neubaustrecke im regulären Fahrgastbetrieb lediglich bis Überseequartier betrieben, während die ebenfalls bereits komplett fertiggestellte und betriebsfähige Station HafenCity Universität nicht angefahren wurde. Als Grund hierfür wurde angeführt, dass die städtebauliche Entwicklung im Umfeld der Station noch nicht weit genug vorangeschritten gewesen sei, um einen regelmäßigen Betrieb rechtfertigen zu können. Lediglich an Wochenenden und Feiertagen wurde HafenCity Universität zwischen 10 und 18 Uhr bedient, um der Öffentlichkeit eine Besichtigung der aufwendig gestalteten Station zu ermöglichen. Ein Verlassen der Haltestelle war dabei jedoch nicht möglich. Am 12. August 2013 wurde HafenCity Universität in den regulären Fahrgastbetrieb aufgenommen, da am selben Tag die Baakenhafenbrücke, die als neuer Anziehungspunkt betrachtet wurde, für den Verkehr freigegeben wurde. Die Hochschule, nach der die Station benannt ist, nahm rund ein halbes Jahr später am 1. April 2014 den Betrieb am Standort auf.

### Eingesetztes Wagenmaterial
Die U4 wird im Normalbetrieb mit Doppeltraktionen der Baureihe DT5 bedient. Im Veranstaltungsverkehr etwa während des Hafengeburtstags oder zu den Cruise Days wurden bislang auch Dreifachtraktionen aus DT5 sowie Doppeltraktionen DT4 eingesetzt, die die längsten auf der Linie einsetzbaren Fahrzeugverbände darstellen.
Von der Eröffnung der Linie am 29. November 2012 bis Anfang November 2015 wurde die Strecke im Normalbetrieb ausschließlich mit einzelnen DT4-Einheiten bedient. Anfang November 2015 reagierte die Hochbahn auf die seit der Eröffnung gestiegenen Fahrgastzahlen und erhöhte die Kapazität der Linie mit dem Austausch von drei DT4-Einzeltraktionen durch die gleiche Anzahl von DT5-Doppeltraktionen. Mit dem Fahrplanwechsel am 9. Dezember 2018 erhöhte die Hochbahn der Kapazität erneut mit der Umstellung auf den heute üblichen ausschließlichen Betrieb mit DT5-Doppeltraktionen.

### Fahrgastzahlen nach Abschnitten
| Fahrgastzahlen der U4 nach Abschnitten                                                                                               | Fahrgastzahlen der U4 nach Abschnitten  | Fahrgastzahlen der U4 nach Abschnitten | Fahrgastzahlen der U4 nach Abschnitten | Fahrgastzahlen der U4 nach Abschnitten |
| --- | --------------------------------------- | -------------------------------------- | -------------------------------------- | -------------------------------------- |
| |                                         |                                        | Fahrgäste/Werktag im Abschnitt         |                                        |
| HafenCity Universität – Überseequartier                                                                                              | HafenCity Universität – Überseequartier |                                        | 5400                                   | 5400                                   |
| Überseequartier – Jungfernstieg | Überseequartier – Jungfernstieg         |                                        | 13200                                  | 13200                                  |
| Jungfernstieg – Hauptbahnhof Nord | Jungfernstieg – Hauptbahnhof Nord       |                                        | 11800                                  | 11800                                  |
| Hauptbahnhof Nord – Berliner Tor | Hauptbahnhof Nord – Berliner Tor        |                                        | 13500                                  | 13500                                  |
| Berliner Tor – Burgstraße | Berliner Tor – Burgstraße               |                                        | 17100                                  | 17100                                  |
| Burgstraße – Hammer Kirche | Burgstraße – Hammer Kirche              |                                        | 15500                                  | 15500                                  |
| Hammer Kirche – Rauhes Haus | Hammer Kirche – Rauhes Haus             |                                        | 14000                                  | 14000                                  |
| Rauhes Haus – Horner Rennbahn | Rauhes Haus – Horner Rennbahn           |                                        | 12200                                  | 12200                                  |
| Horner Rennbahn – Legienstraße | Horner Rennbahn – Legienstraße          |                                        | 8600                                   | 8600                                   |
| Legienstraße – Billstedt | Legienstraße – Billstedt                |                                        | 7300                                   | 7300                                   |
| Werte für einen durchschnittlichen Werktag (mo–fr) 2018, Summe beider Fahrtrichtungen. Ungenauigkeiten durch Rundungsfehler möglich. |                                         |                                        |                                        |                                        |

### Fahrgastzahlen auf dem neu gebauten Abschnitt
Die Zahl der Fahrgäste an den für die U4 neu gebauten Haltestellen Überseequartier und HafenCity Universität stieg in den vergangenen Jahren deutlich an. So hatte die Haltestelle HafenCity Universität an einem durchschnittlichen Werktag (mo–fr) im Jahr 2016 noch 3900 ein- oder aussteigende Fahrgäste. Im Jahr 2018 waren es bereits 5500. An der Haltestelle Überseequartier stieg die Zahl von 8400 (2016) auf 8700 (2018). Für den erst im Dezember 2018 eröffneten U-Bahnhof Elbbrücken liegen noch keine Zahlen öffentlich vor.

## Bauverfahren
Bei der Herstellung der Neubaustrecke wurden sowohl die geschlossene Bauweise im Schildvortrieb als auch die offene Bauweise verwendet.
Die rund 2,8 Kilometer lange Strecke zwischen Jungfernstieg und Überseequartier unterquert größtenteils dicht bebaute Teile der Innenstadt, weswegen hier lediglich der Einsatz der geschlossenen Bauweise als Option betrachtet wurde. Der Tunnel wurde mit der Tunnelbohrmaschine VERA (Akronym für Von der Elbe Richtung Alster) im Schildvortriebsverfahren hergestellt. Es wurden dabei zwei separate, jeweils eingleisigen Streckentunnel gebaut, die nacheinander von der HafenCity in Richtung Jungfernstieg aufgefahren wurden. Der Startschacht lag unmittelbar westlich der Station Überseequartier.
Der einschließlich der Stationen rund 2,6 Kilometer lange Abschnitt von Überseequartier bis Elbbrücken konnte demgegenüber in offener Bauweise hergestellt werden, da die Flächen rund um die U-Bahn-Trasse zum Zeitpunkt des Streckenbaus noch vollständig frei von Bebauung waren. Die Streckentunnel sind jeweils zweigleisig und verfügen über ein Kastenprofil, eine Ausnahme ist der rund 210 m lange viergleisige Tunnel östlich von HafenCity Universität, der zusätzlich zu den beiden Streckengleise eine zweigleisige Kehr- und Abstellanlage aufnimmt.

## Verlängerung Horner Geest über Horner Rennbahn
| Linie | Anschluss- und Endstation      | Stationen                                      |
| ----- | ------------------------------ | ---------------------------------------------- |
|       | Horner Rennbahn – Horner Geest | Horner Rennbahn – Stoltenstraße – Horner Geest |

Verlauf der Strecke auf die Horner Geest

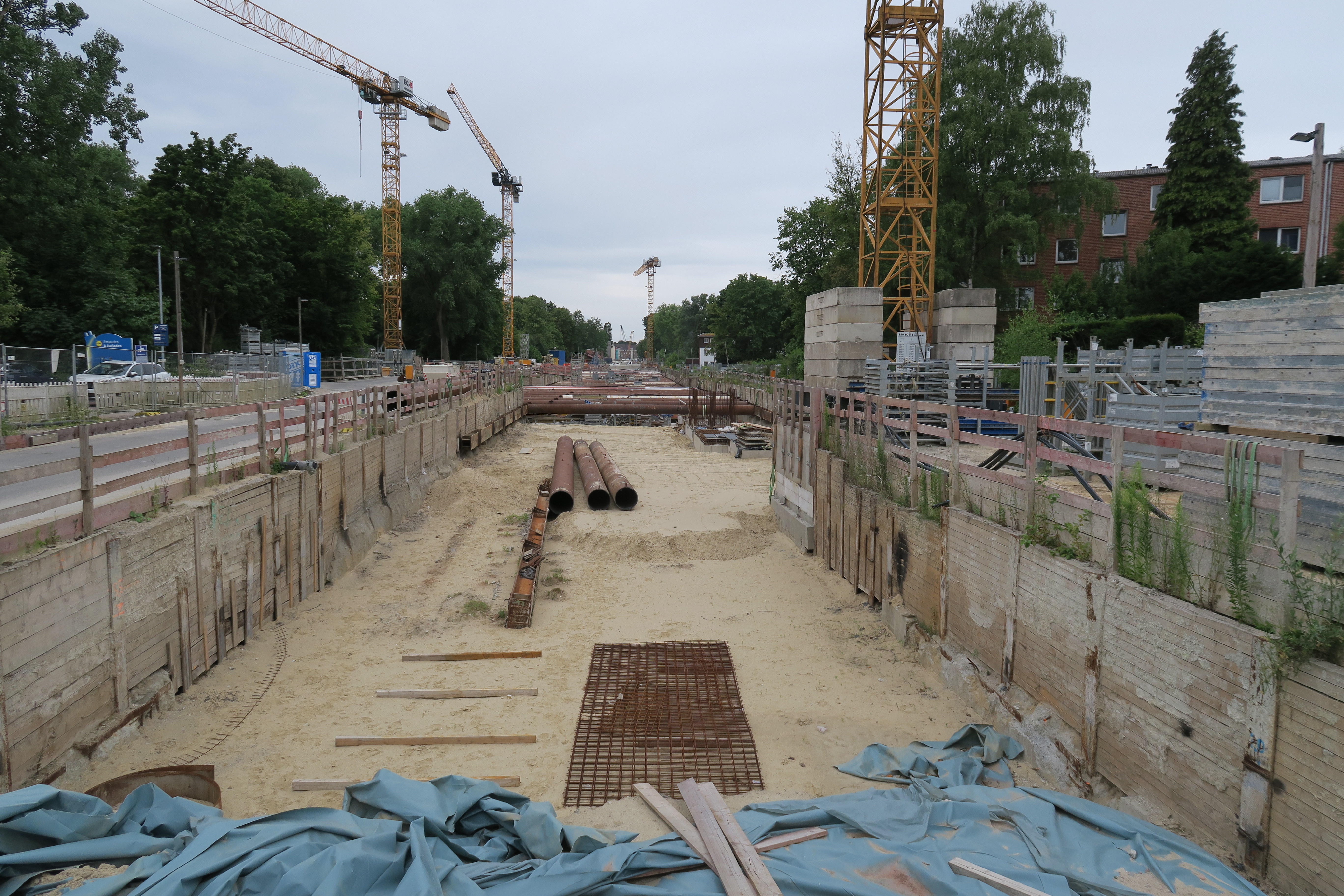
Baustelle in der Manshardtstraße (2025)

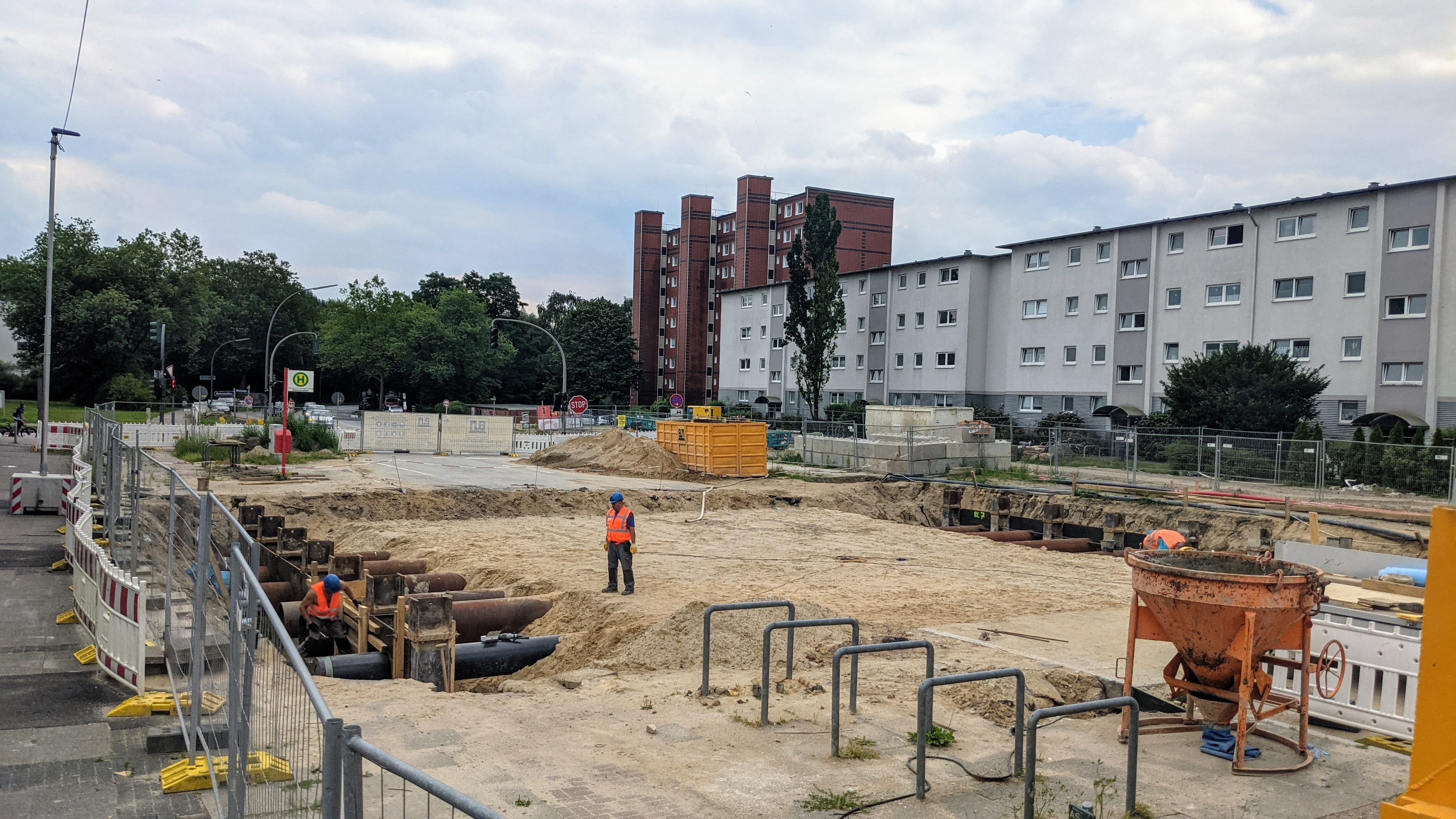
Bau der Station Horner Geest in offener Bauweise unter der bisherigen Manshardtstraße (2021)

Die U4 wird zurzeit ausgehend von der Bestandsstation Horner Rennbahn auf die Horner Geest erweitert. Durch die Verlängerung sollen die Haushalte von rund 13.000 Personen erstmals an das U-Bahn-Netz angebunden werden, für das Jahr 2030 rechnet die Hochbahn mit täglich 13.600 Fahrgästen auf der Strecke. Mit Eröffnung der Strecke wird Billstedt als östlicher Endpunkt der U4 aufgegeben und stattdessen nur noch die Strecke bis Horner Geest bedient.
Planung
Das Vorhaben umfasst eine rund 1,9 Kilometer lange, vollständig zweigleisige und im Tunnel verlaufende Neubaustrecke einschließlich der zwei neuen Stationen Stoltenstraße östlich der gleichnamigen Bushaltestelle und Horner Geest westlich der Bushaltestelle Dannerallee im Bereich eines örtlichen Nahversorgungszentrums.
Die Neubaustrecke wird an der Station Horner Rennbahn aus der gemeinsam mit der U2 genutzten Strecke ausgefädelt und im Wesentlichen im Verlauf der Manshardtstraße in nordöstliche Richtung auf die Horner Geest geführt. Im Anschluss an die neue Endstation wird eine zweigleisige Abstellanlage hergestellt, die so entworfen wurde, dass sie im Falle einer möglichen späteren Verlängerung der Strecke, z. B. in Richtung Jenfeld (s. u.), als Streckentunnel genutzt werden kann.
Die Station Horner Rennbahn wird für die Verlängerung durch eine zusätzliche eingleisige Bahnsteighalle südlich des bisherigen Stationsbauwerks von zwei auf drei Gleise erweitert. Die bestehenden Gleise werden künftig von den stadteinwärts bzw. in westliche Richtung fahrenden Zügen der U2 und U4 genutzt, während die stadtauswärts fahrenden Züge das neue Einzelgleis nutzen. Hierzu wird das bisherige stadtauswärts führende Gleis westlich der Bestandsstation in einen neuen Tunnel nach Süden verschwenkt, der zum neuen Bahnsteig führt. Östlich des neuen Bahnsteigs teilt sich die Tunnelstrecke in eine Südstrecke, die in die Bestandsstrecke der U2 in südöstliche Richtung einfädelt, und eine Nordstrecke, die in Richtung Horner Geest verläuft. Insgesamt haben die für die Neuordnung des Streckenverlaufs im Bereich von Horner Rennbahn erforderlichen Neubaustrecken eine Länge von rund 700 Metern, womit sich die Gesamtlänge der für die Erweiterung neu gebauten Strecke auf rund 2,6 Kilometer erhöht.
Sämtliche Tunnelbauarbeiten werden in offener Bauweise umgesetzt, da die notwendigen Neigungen und Radien der Trasse den Einsatz des Schildvortriebsverfahrens grundsätzlich nur für einen sehr begrenzten Teil der Gesamtstrecke erlaubten, der insgesamt zu kurz sei, um die Anschaffung einer Tunnelbohrmaschine wirtschaftlich rechtfertigen zu können. Im Rahmen des Planfeststellungsverfahrens kritisierten betroffene Anwohner, dass durch die offene Bauweise rund 770 Bäume in der alleeartig bewachsenen Manshardtstraße gefällt werden müssten, weiterhin wurde die bauzeitbedingte Belastung der Anwohner durch Baulärm kritisiert.
Aktueller Sachstand
Die bauvorbereitenden Maßnahmen wurden am 6. April 2020 aufgenommen, der offizielle Baubeginn war am 22. Februar 2021. Die Eröffnung wird für Herbst 2027 angestrebt.

## Weitere Planungen

### Verlängerung Moldauhafen über Elbbrücken
| Linie | Anschluss- und Endstation | Stationen                | Status                                                                           | Inbetriebnahme (unter Vorbehalt) |
| ----- | ------------------------- | ------------------------ | -------------------------------------------------------------------------------- | -------------------------------- |
|       | Elbbrücken – Moldauhafen  | Elbbrücken – Moldauhafen | Realisierungswettbewerb im Frühjahr 2023 abgeschlossen; laufende Entwurfsplanung | 2031                             |

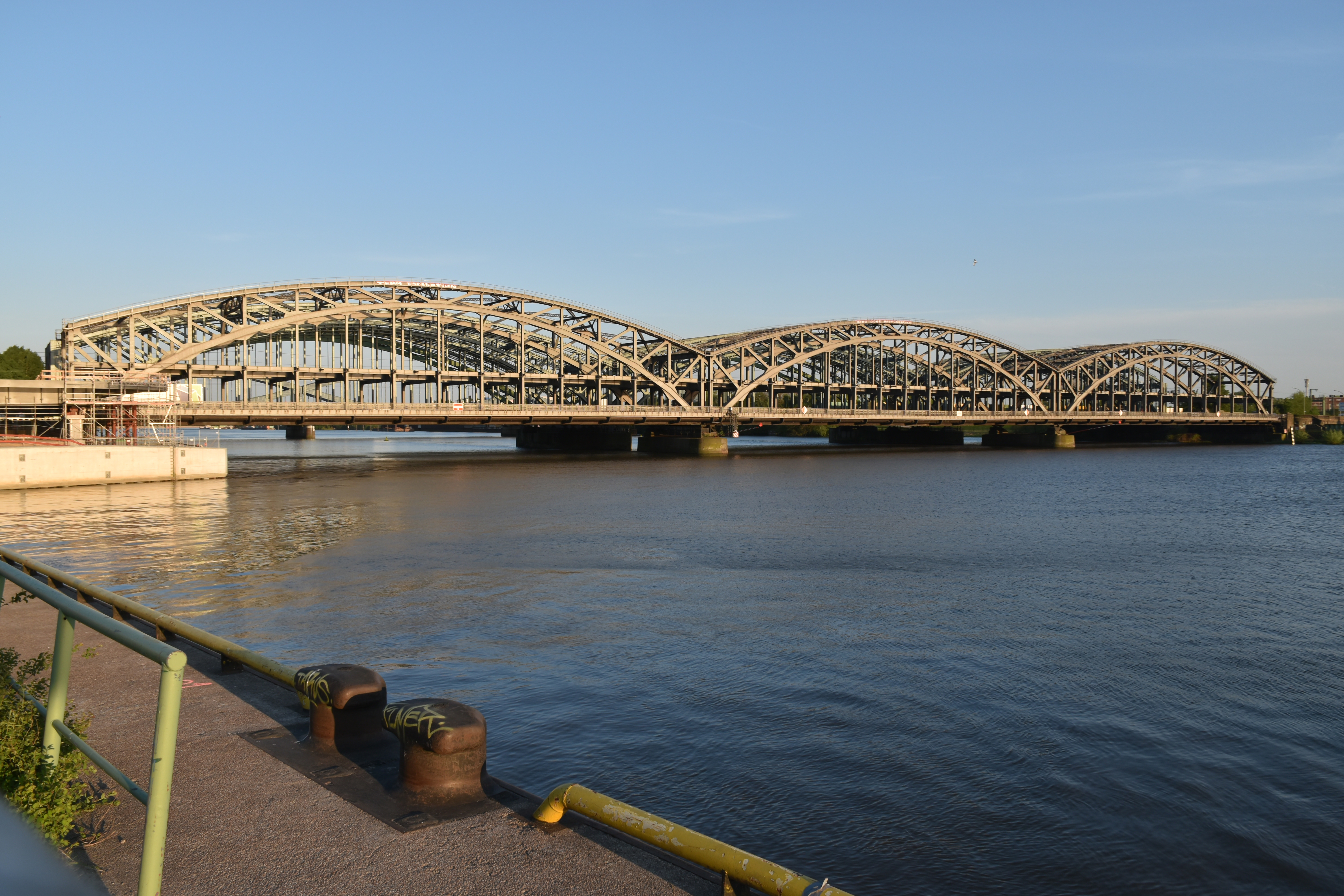
Für die Überquerung der Norderelbe erhält die U4 eine eigene Brücke westlich der bestehenden Freihafenelbbrücke.

Die Hochbahn und der Senat verfolgen eine Verlängerung der U4 von ihrem südlichen Endpunkt an den Elbbrücken in das Entwicklungsgebiet Grasbrook, in dem bis etwa 2040 ein gemischt genutztes Quartier mit rund 3.000 Wohnungen, 16.000 Arbeitsplätzen und kulturellen und weiteren freizeitbezogenen Nutzungen entwickelt werden soll.
Planung
Das Vorhaben umfasst eine insgesamt rund 1.000 Meter lange, vollständig zweigleisige und vollständig oberirdisch verlaufende Neubaustrecke einschließlich einer neuen Station mit dem Arbeitsnamen Moldauhafen über dem gleichnamigen Hafenbecken. Die Station erschlösse mit ihrer zentralen Lage sowohl das gemischt genutzte Moldauhafenquartier im Norden des Entwicklungsgebiets Grasbrook als auch das ausschließlich gewerbliche genutzte Hafentorquartier in dessen Süden sowie Teile der nördlichen Veddel.
Die Strecke führte ausgehend von der bestehenden Endstation im Osten der HafenCity zunächst auf einem rund 305 Meter langen, neuen Brückenbauwerk parallel zu den bestehenden Elbbrücken über die Norderelbe. Der Neubau nähme neben der U-Bahn-Trasse einen öffentlichen Fuß- und Radweg auf, der einen attraktiven Ausblick in Richtung HafenCity und Innenstadt böte. An die Brücke schlösse sich ein rund 370 Meter langes Rampen- und Viaduktbauwerk an, mit dem die Trasse auf ein Plus-1-Niveau angehoben und nach Südwesten verschwenkt würde. Zusätzlich zu den Streckengleisen nähme das Viadukt eine ein- bis zweigleisige Kehr- und Abstellanlage auf. Den letzten Streckenabschnitt bildete ein rund 325 Meter langes zweigeschossiges Brückenbauwerk über dem Becken des Moldauhafens einschließlich der neuen Endstation, die über einen 125 Meter langen Mittelbahnsteig verfügen soll. Strecke und Station lägen auf der oberen Ebene der Brücke, während die auf Höhe des umliegenden Geländes gelegene untere Ebene der Erschließung der Station diente und gleichzeitig die zentrale Verbindung zwischen den beiden Teilquartieren für den Fußgänger- und Radverkehr herstellte. Insgesamt entspricht der Trassenverlauf etwa der Ostvariante der früheren Olympiaplanungen (siehe hier) mit einem nach Norden verschobenen Stationsstandort.
Die Trasse wird so geplant, dass eine spätere Weiterführung in südliche Richtung in der Achse der Dessauer Straße oder über den westlichen Kleinen Grasbrook möglich ist.
Aktueller Sachstand
Die Hochbahn führte in den Jahren 2022 und 2023 in enger Abstimmung mit der Freien und Hansestadt Hamburg und der HafenCity Hamburg GmbH einen interdisziplinären Realisierungswettbewerb für die Bauwerke der Verlängerung durch. In der ersten von zwei Bearbeitungsphasen erarbeiteten acht Planungsteams Ideenkonzepte für Strecke und Station unter besonderer Beachtung der städtebaulichen und hochbaulichen Qualität, insbesondere bezogen auf die schlüssige Einfügung in den bauhistorisch bedeutenden und hochgradig stadtbildwirksamen Standort der Elbbrücken und in den künftigen Bebauungszusammenhang des Grasbrooks. Aus dem Kreis dieser Arbeiten wurden drei Entwürfe für eine vertiefte Bearbeitung und wirtschaftliche Plausibilisierung ausgewählt. Mit dem ersten Preis ausgezeichnet wurde die Arbeit des Teams aus schlaich bergermann partner (sbp), Stuttgart, Gerkan, Marg und Partner (gmp), Hamburg und WTM Engineers, Hamburg.
Im Sommer 2023 erfolgten im Rahmen der laufenden Entwurfsplanung erste Baugrundaufschlüsse für die Brückenbauwerke über die Norderelbe und den Moldauhafen. Die Umsetzung des Vorhabens wird mit Stand Juli 2023 bis zum Jahr 2031 angestrebt.

### Verlängerung Wilhelmsburg und Harburg über Moldauhafen
| Linie | Anschlussstation und Verlauf                                 | Status                            |
| ----- | ------------------------------------------------------------ | --------------------------------- |
|       | Moldauhafen – Elbinsel Wilhelmsburg – Bezirkszentrum Harburg | Laufende Machbarkeitsuntersuchung |

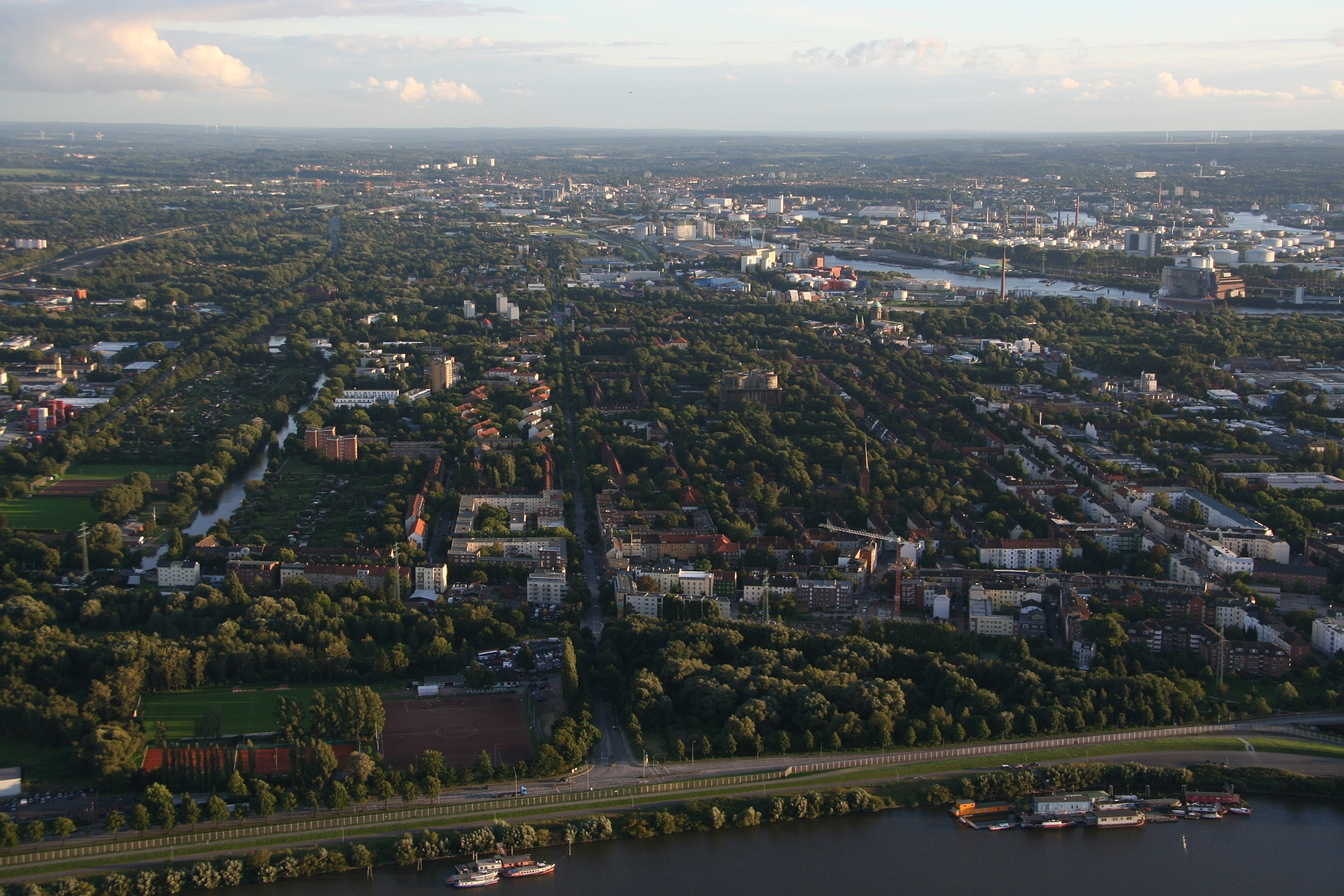
Wilhelmsburg, Hamburgs flächenmäßig größter Stadtteil, ist bislang lediglich durch eine S-Bahn-Station an den SPNV angebunden.(S-Bahn-Gleise links im Bild)

Die Planungen für das Stadtentwicklungsvorhaben Grasbrook (s. o.) deuten an, dass die Strecke über den Kleinen Grasbrook hinaus in südliche Richtung nach Wilhelmsburg verlängert werden könnte, ohne hierfür jedoch genauere Details zu benennen. Bislang wurde eine Verlängerung auf die Elbinseln stets von einer erheblichen Intensivierung der dortigen Wohnungsbauaktivität abhängig gemacht, da der vorhandene Bedarf als nicht ausreichend für einen U-Bahn-Anschluss betrachtet wurde.
Planungen für eine Südverlängerung bestehen seit längerem und sehen insbesondere vor, die bislang unterversorgten Siedlungsschwerpunkte westlich und östlich der S-Bahn-Strecke an das Schnellbahnnetz anzuschließen. Langfristig könnte die Strecke bis in den Bezirk Harburg südlich der Elbe führen – der nebenstehende Linienverlauf entspricht dem Planungsstand einer Konzeptstudie von 2014 (s. u.), die erste Überlegungen für den Streckenverlauf im Stadtteil Wilhelmsburg benannt hatte.
Die Erweiterte Konzeptstudie zur Verlängerung der U-Bahn-Linie U4 in Richtung Wilhelmsburg von 2020 hat das Ziel, den Verlauf hinter der Haltestelle Moldauhafen und damit die genauere Lage der Haltestelle festzulegen. Diese sieht inzwischen zwei mögliche Varianten der Fortführung vor.

#### Variante 1
Die als Variante 1 bezeichnete Streckenführung folgt ab der Haltestelle Moldauhafen auf einem Viadukt der Dessauer Straße in südlicher Richtung und überquert Bahn- und Hafenanlagen sowie den Spreehafen. Nach einer 90°-Kurve in Richtung Westen taucht die Strecke in einen Tunnel auf Höhe des Klütjenfelder Hauptdeichs, zu der in der Konzeptstudie vorgesehenen Endhaltestelle Georg-Wilhelm-Straße. Die Strecke ist etwa 2,6 km lang (ca. 1,5 km oberirdisch und 1,1 km im Tunnel).

#### Variante 2
Die mit Variante 2 bezeichnete Streckenführung schwenkt hinter der Haltestelle in westliche Richtung. Die noch erhöht gelegene Strecke führt nahezu gradlinig in einen Tunnel auf −13 m (unter NHN) zu der Haltestelle Grasbrook. Von hier unterquert der Tunnel auf etwa −26 m den Hansahafen und erreicht eine weitere Haltestelle, deren Name noch nicht benannt ist. Der Spreehafen wird in ähnlicher Tiefe unterquert. Der Tunnel steigt wieder auf −13 m an und erreicht die in der Konzeptstudie vorgesehene Endhaltestelle Georg-Wilhelm-Straße, die sie mit der Variante 1 gemeinsam hat. Die Streckenlänge beträgt ca. 3,7 km.

### Verlängerung Jenfeld über Horner Geest
| Linie | Anschlussstation und Verlauf                 | Status                   |
| ----- | -------------------------------------------- | ------------------------ |
|       | Horner Geest – Dringsheide – Jenfeld-Zentrum | Strategische Betrachtung |

Die Konzeptstudie der Hochbahn zum Ausbau des U-Bahn-Netzes (s. o.) und die Machbarkeitsuntersuchung für die Strecke auf die Horner Geest skizzieren eine mögliche Verlängerung der Strecke von der künftigen Endstation Horner Geest in den nordöstlich angrenzenden Stadtteil Jenfeld. Als Vorleistung hierfür wird die östlich von der Horner Geest geplante Abstellanlage so hergestellt, dass sie im Falle einer Verlängerung nach Jenfeld als Streckentunnel genutzt werden kann.
Aufgrund der bislang nur sehr allgemeinen Betrachtung des Vorhabens äußern sich die Konzeptstudie und die Machbarkeitsuntersuchung nicht detailliert zu Stationsstandorten. Die Studie nennt jedoch die Bereiche Dringsheide und Jenfeld-Zentrum als wichtige Siedlungsschwerpunkte, weshalb nahe liegt, dass diese bei der Bestimmung der Standorte Berücksichtigung finden könnten.
Die Studie weist jedoch auch auf die Möglichkeit hin, Jenfelds SPNV-Erschließung durch einen Busanschluss an die künftige S-Bahn-Linie S4 zu verbessern, die die westlich und nördlich an Jenfeld angrenzenden Stadtteile Wandsbek und Rahlstedt ab der zweiten Hälfte der 2020er Jahre mit mehreren Stationen bedienen soll. Weiterhin gibt die Studie zu bedenken, dass ein Großteil der Siedlungsbereiche zwischen Horner Geest und Jenfeld bislang durch eine geringe Bebauungsdichte charakterisiert wird, die eine Argumentation zugunsten der Notwendigkeit und der Wirtschaftlichkeit eines U-Bahn-Anschlusses nicht zwingend unterstützt.

## Planungs- und Baugeschichte

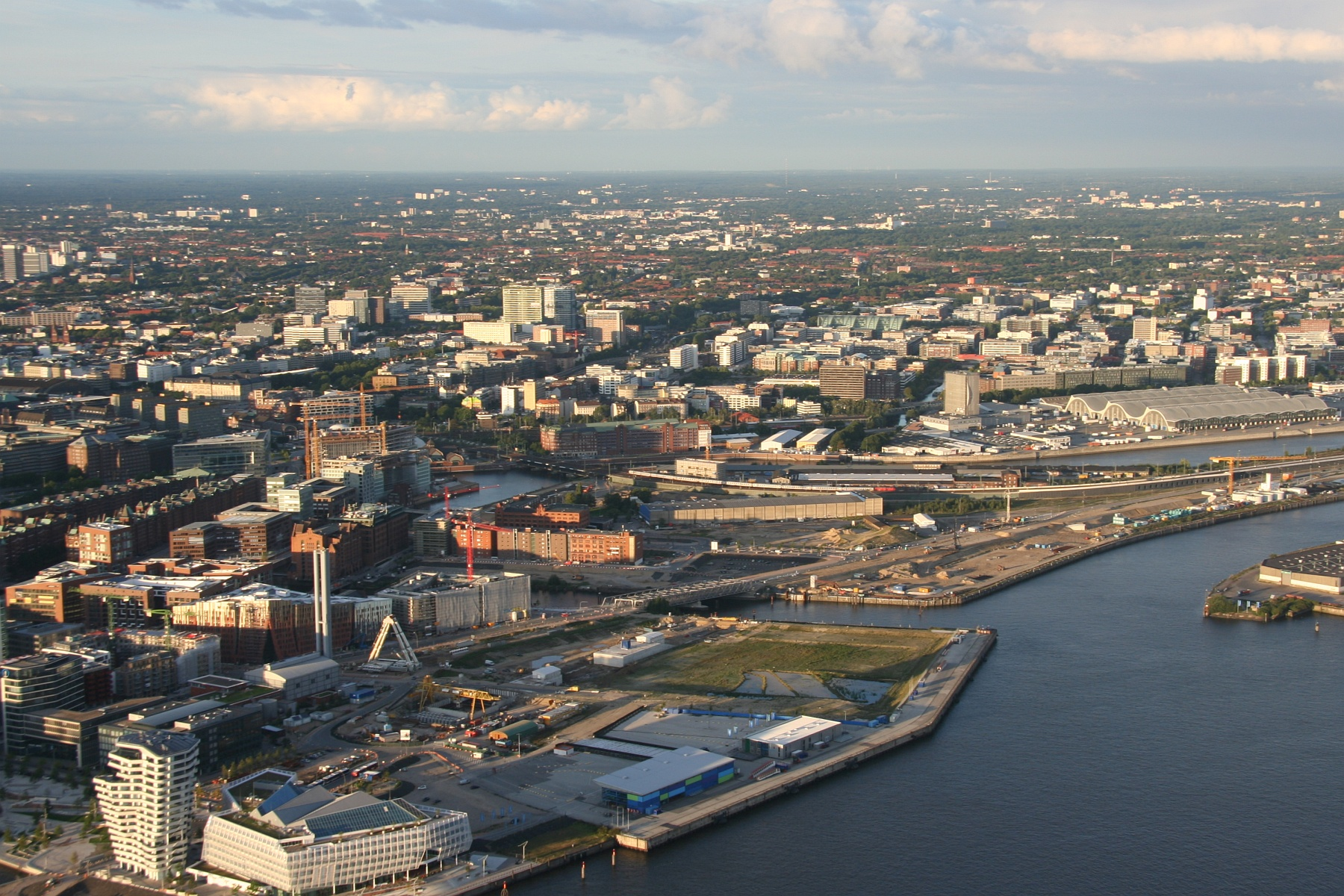
Die U4 wurde vornehmlich entworfen, um die HafenCity an die benachbarte Innenstadt anzubinden. (2010)

### Ausgangspunkt: Anbindung der HafenCity
Ausgangspunkt der Planungen für die U4 war die Entwicklung der HafenCity. Mit einer Fläche von 157 ha bildet sie das größte räumlich zusammenhängende Stadtentwicklungsvorhaben Hamburgs, mit dem die Innenstadt bis zum Ende der 2020er Jahre von ihrem bisherigen Zentrum rund um die Binnenalster in südliche Richtung an das Ufer der Norderelbe erweitert werden soll. Die Planungen umfassen öffentlichkeitsbezogene Funktionen aus den Bereichen Einzelhandel, Versorgung, Gastronomie, Kultur und Freizeit, die nach Abschluss des Vorhabens täglich rund 100.000 Nutzer anziehen sollen, schwerpunktmäßig im Dienstleistungssektor angesiedelte Arbeitsplätze für bis zu 45.000 Personen, Wohnungen und Wohnfolgeeinrichtungen für bis zu 15.000 Personen sowie verschiedene bildungsbezogene Einrichtungen wie eine Reihe von Hochschulen. Die Stadt Hamburg verfolgt bei der Entwicklung der HafenCity das Ziel, dass ein möglichst geringer Anteil des Verkehrsaufkommens auf den Motorisierter Individualverkehr entfallen soll. Stattdessen soll eine Verkehrsstruktur begünstigt werden, die vor allem von ÖPNV, Radverkehr und Fußverkehr getragen wird.
Der ursprüngliche Masterplan der HafenCity aus dem Jahr 2000 sah vor, das Gebiet in das zum damaligen Zeitpunkt durch den rot-grünen Senat geplante Stadtbahnnetz einzubinden. Die nach der Bürgerschaftswahl im Jahr 2001 gebildete Regierungskoalition aus CDU, FDP und Partei Rechtsstaatlicher Offensive (umgangssprachlich als „Schill-Partei“ bezeichnet) brach die laufenden Planungen für die Stadtbahn jedoch ab. Der neue Senat begründete den Abbruch mit den seiner Meinung nach grundsätzlichen Mängeln des Systems Stadtbahn, namentlich der mangelnden Stabilität des Betriebs durch Vermischung mit anderen Verkehrsarten sowie dem damit eng verbundenen Aspekt der Konkurrenz verschiedener Verkehrsmittel um die nur begrenzt zur Verfügung stehenden Flächen im Straßenraum.

#### Vorbereitende verkehrliche Untersuchung
Neben der praktischen Bedeutung der Erschließung waren für die Stadt Hamburg vor allem zwei Aspekte wichtig. So sollte der Bau eines öffentlichen Verkehrsmittels als Bekenntnis der Stadt zum Projekt HafenCity private Investoren davon überzeugen, sich ebenfalls an dem Vorhaben HafenCity zu beteiligen. Außerdem bestand ein Zusammenhang mit der zu diesem Zeitpunkt geplanten Bewerbung Hamburgs als Gastgeber für die Olympischen und Paralympischen Sommerspiele 2012. Hamburgs Olympiakonzept sah vor, einen Großteil der olympischen Anlagen im Bereich der Norderelbbrücken und des Kleinen Grasbrooks gegenüber der HafenCity am südlichen Ufer der Norderelbe zu errichten. Im Fall einer erfolgreichen Bewerbung sollte die Strecke zum Olympiagelände bis Mitte 2011 eröffnet werden. Der Aspekt verlor letztlich seine Bedeutung, nachdem die Bewerbung gescheitert ist.
Der Senat ließ für die Erschließung der HafenCity folgende Verkehrssysteme und Trassierungen in Hinblick auf ihre verkehrlichen, städtebaulichen und betrieblichen Auswirkungen untersuchen:
- U-Bahn-Tunnelstrecke ab Rathaus
- U-Bahn-Tunnelstrecke ohne Verbindung zum restlichen Netz
- aufgeständerte U-Bahn-Strecke ab Hauptbahnhof Nord
- S-Bahn-Tunnelstrecke ab Jungfernstieg
- aufgeständerte Magnetschwebebahn auf Basis des Transrapids zwischen Hauptbahnhof und HafenCity
- aufgeständerte Hängebahn nach Vorbild Dortmunds und Düsseldorfs zwischen Hauptbahnhof und HafenCity
- auf Straßenebene geführtes hochwertiges Bussystem

Als vorteilhafteste Lösung wurde der Bau einer Tunnelstrecke ab Rathaus identifiziert. Für sie sprachen aus Sicht der Verkehrsbehörde insbesondere die umsteigefreie Verbindung zu Innenstadt und Hauptbahnhof sowie die betrieblich vorteilhafte vollständige Integration in das bestehende U-Bahn-Netz, die hohe Kapazität, die geringe Flächeninanspruchnahme an der Oberfläche sowie die optionale Erweiterung der Strecke in die Stadtteile südlich der Norderelbe. Daneben betonte die Behörde ausdrücklich, dass diese Variante diejenige sei, die die größte Zustimmung bei den (potenziellen) Investoren der HafenCity genösse.

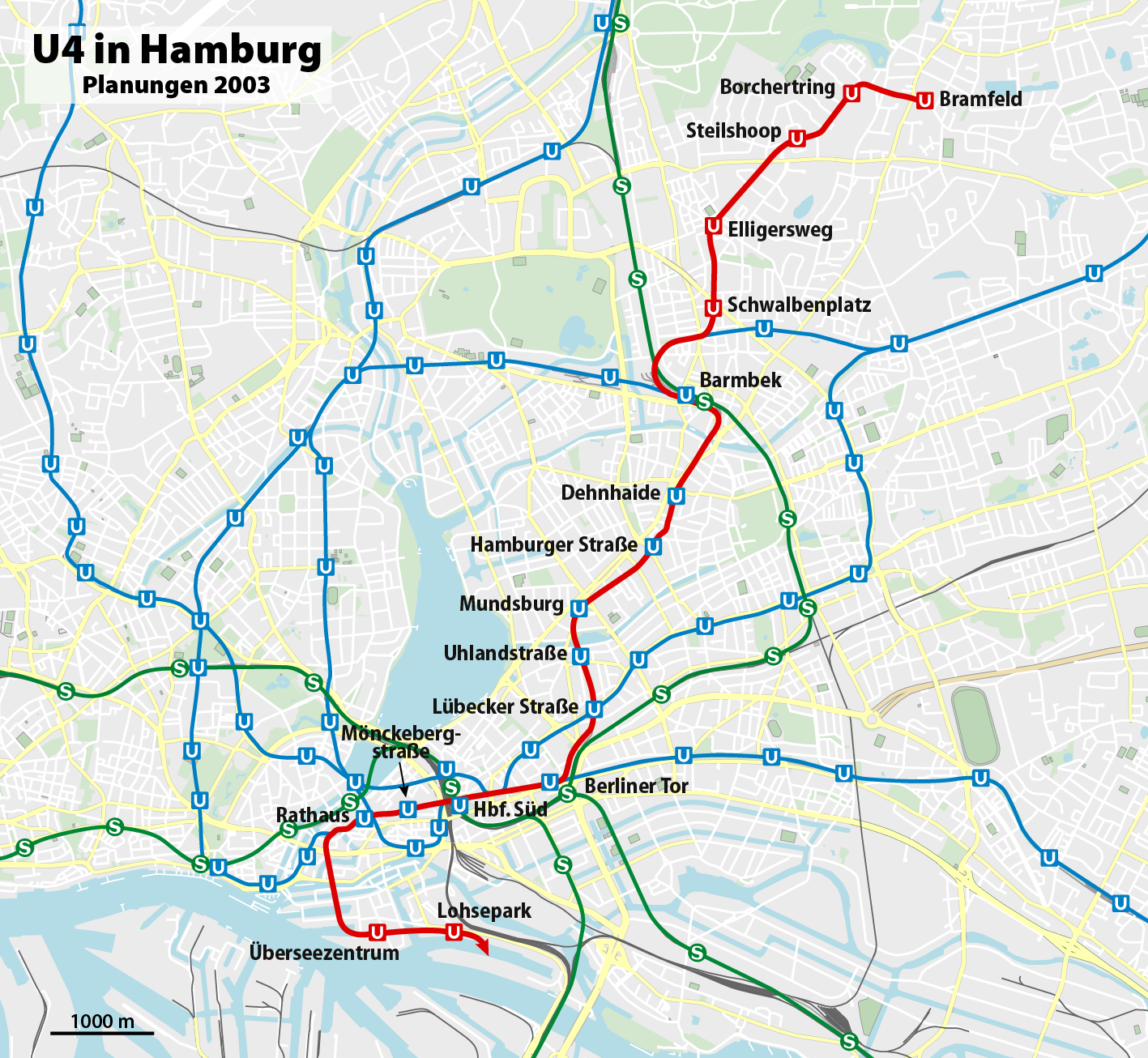
Ursprüngliche Planungen der U4 von 2003

Die Entscheidung des Senats, die HafenCity an das U-Bahn-Netz anschließen zu wollen, wurde der Bürgerschaft am 7. Januar 2003 mitgeteilt. Die in der Entscheidung skizzierten Planungen unterschieden sich insgesamt noch erheblich von der letztlich realisierten Strecke. Wie bereits beschrieben, sollte U4 als Zweiglinie der U3 entwickelt werden und hierzu westlich der Station Rathaus ausfädeln und unterirdisch in die HafenCity führen. Im Wesentlichen identisch waren jedoch bereits die in der HafenCity geplanten Haltestellen Überseezentrum und Lohsepark, deren Lage der der realisierten Stationen Überseequartier und HafenCity Universität entsprach. Weiterhin wurde angedeutet, die Strecke unmittelbar östlich von Lohsepark bzw. HafenCity Universität nach Süden zu verlängern.
Als weiteren Unterschied zum letztlich realisierten Projekt sah die Ursprungsplanung einen weiteren Streckenast nach Steilshoop und Bramfeld vor. Die Planungen bauten auf älteren Überlegungen auf und sahen eine Ausfädelung aus dem Bestandsnetz zwischen Barmbek und Habichtstraße vor. Die Strecke sollte unmittelbar östlich der Kreuzung der Strecke mit der Fuhlsbüttler Straße nach Norden abzweigen und über neue Stationen am Schwalbenplatz, am Elligersweg, am Einkaufszentrum Steilshoop und am Borchertring zur Endstation Bramfeld im Bereich der heutigen Bushaltestelle Bramfeld Dorfplatz führen. Die U4 hätte damit den Verlauf Bramfeld – Barmbek – Berliner Tor – Hauptbahnhof Süd – Rathaus – HafenCity genommen.

#### Detaillierter Variantenvergleich und abschließende Trassenfestlegung
Ausgehend von der Grundsatzentscheidung zum Anschluss der HafenCity an das U-Bahn-Netz wurden im nächsten Schritt insgesamt 34 Varianten für die Neubaustrecke zwischen Innenstadt und HafenCity untersucht, wobei neben Rathaus auch weitere Ausfädelungspunkte betrachtet wurden.
Der Vergleich erfolgte in einem mehrstufigen Verfahren. In der ersten Phase wurden zunächst alle Varianten auf ihre grundsätzliche verkehrliche Eignung und ihre betriebliche Machbarkeit untersucht, wodurch bereits 28 Varianten ausschieden. Für die verbliebenen sechs Varianten wurden im zweiten Schritt detaillierte Trassenverläufe erörtert und in Hinblick auf ihre bauliche Realisierbarkeit und die städtebauliche Integration unter Berücksichtigung der jeweils erforderlichen Investitionen betrachtet. Hierbei schieden wiederum drei Varianten aus. Die verbliebenen drei Varianten wurden zuletzt detailliert auf verkehrlich-betriebliche Aspekte, technische und verfahrensbezogene Risiken, temporäre und dauerhafte Eingriffe in Grundstücke und sonstige Betroffenheiten und erforderliche Investitionen untersucht und miteinander verglichen.
Die Untersuchung wurde bis Anfang 2005 abgeschlossen und sprach sich entgegen der Ursprungsplanung für eine Ausfädelung der Neubaustrecke vom Bahnsteig der U2 an der Station Jungfernstieg aus, während Trassenverlauf und Stationsstandorte in der HafenCity im Wesentlichen weiterhin den Ursprungsplanungen entsprachen. Für den neuen Ausfädelungspunkt sprachen u. a. die bessere verkehrliche Wirkung durch den direkten Anschluss des wichtigen Verkehrsknotens Jungfernstieg, die höhere Kapazität durch die Möglichkeit zum Einsatz von 120 m langen Zügen sowie insbesondere die geringen Auswirkungen auf die Innenstadt, die bei der zunächst vorgesehenen Ausfädelung ab Rathaus – gerade von den Gewerbetreibenden und Grundeigentümern – äußerst kritisch beurteilt wurden.
Etwa zum gleichen Zeitpunkt wie die Festlegung auf die Erschließung der HafenCity über Jungfernstieg wurde der zuvor geplante Streckenast nach Bramfeld aufgegeben. Die Hochbahn deutete im Begleitmaterial der Pressemitteilung zur endgültigen Trassenfestlegung zwar an, dass der Bramfelder Ast weiterhin als Erweiterung der U3 realisiert werden könnte, verfolgte das Projekt aber nicht unmittelbar weiter. Aktuell dürften diese Planungen als obsolet zu betrachten werden, da die Erschließung Steilshoops und Bramfelds mittlerweile durch die U-Bahn-Linie U5 erfolgt.

### 1. Strecke: Billstedt – HafenCity Universität

#### Herstellung der Neubaustrecke in die HafenCity

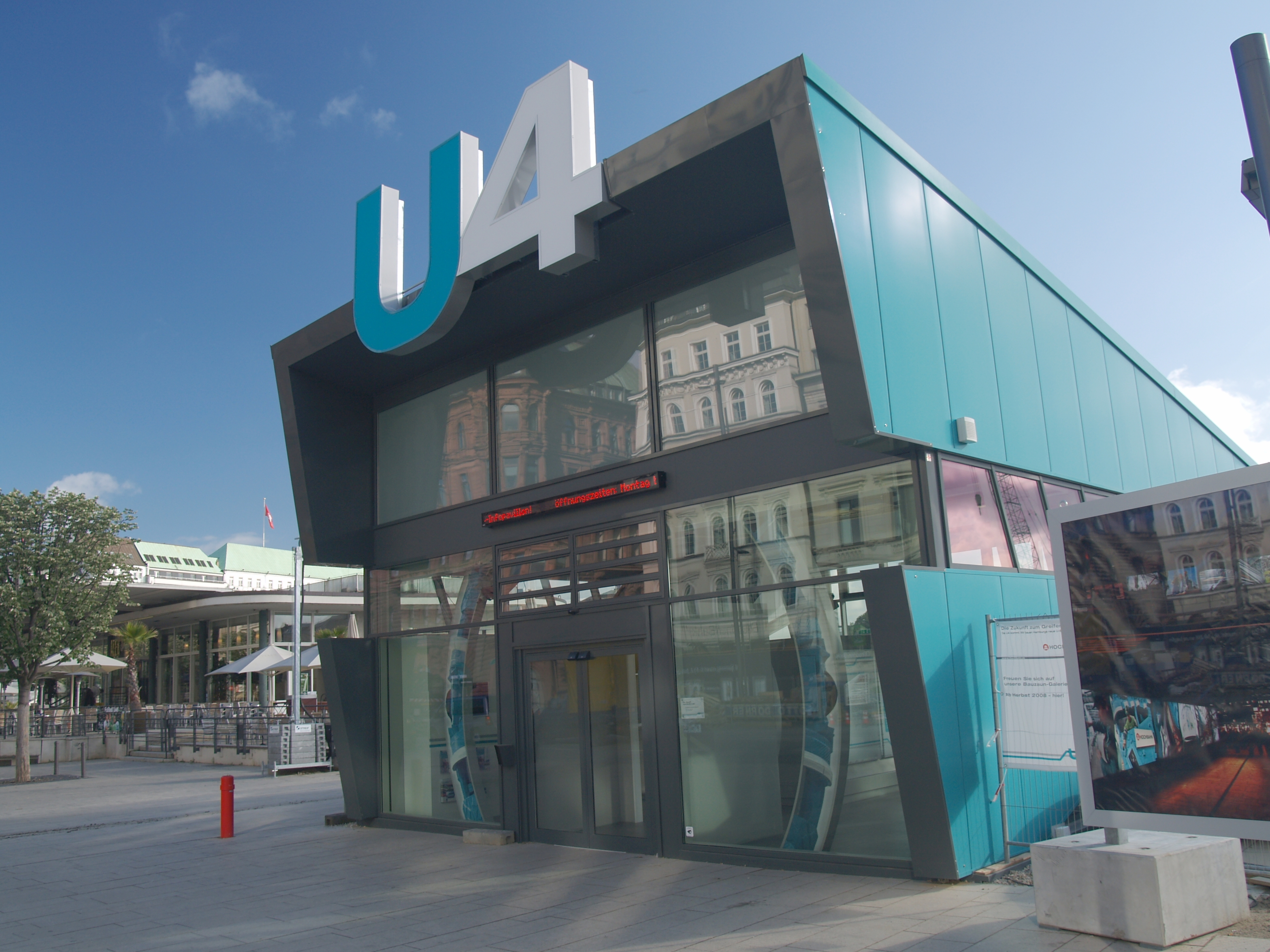
U4-Infopavillon am Jungfernstieg während der Bauarbeiten

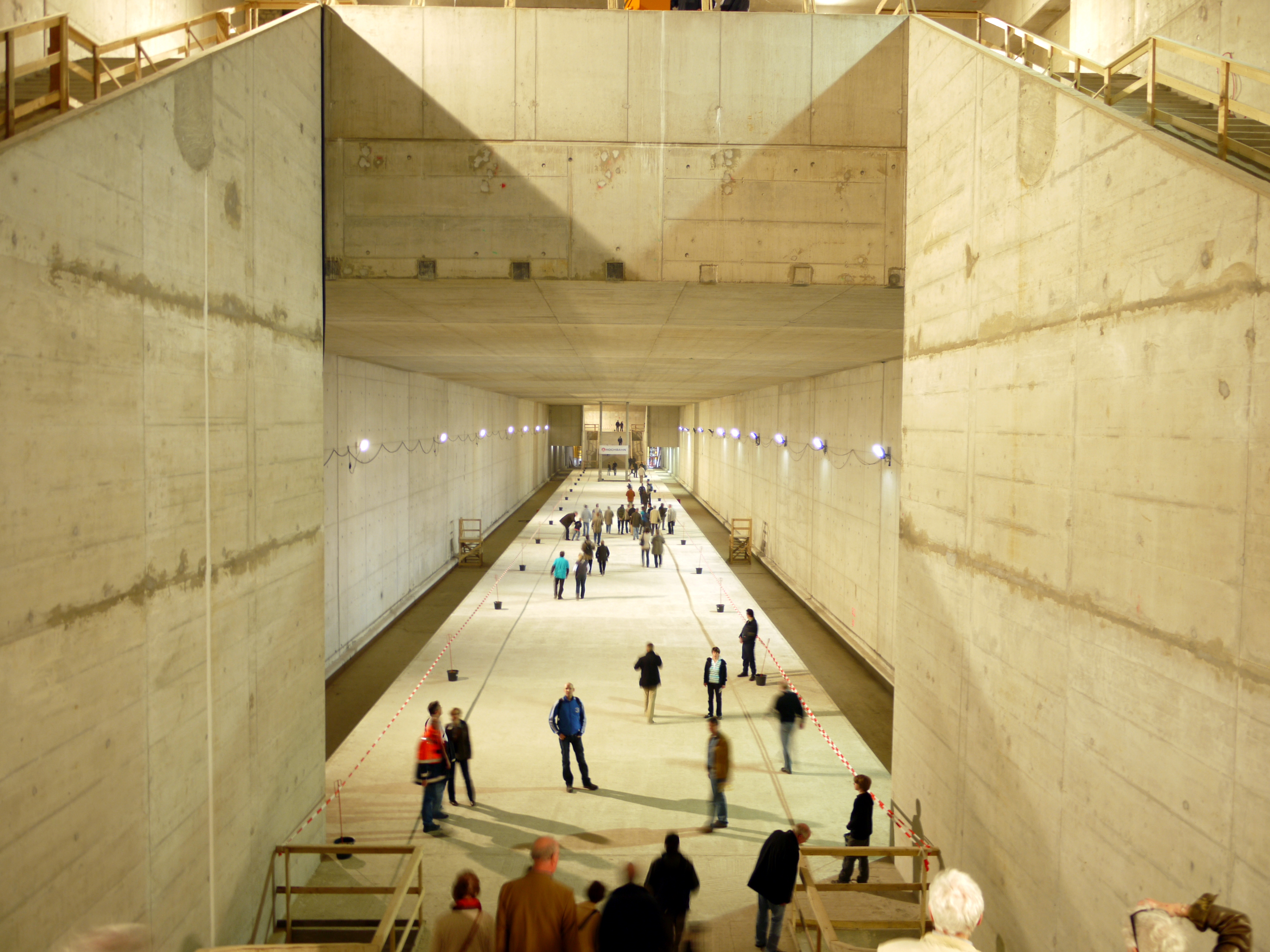
Haltestelle Überseequartier im Rohbau

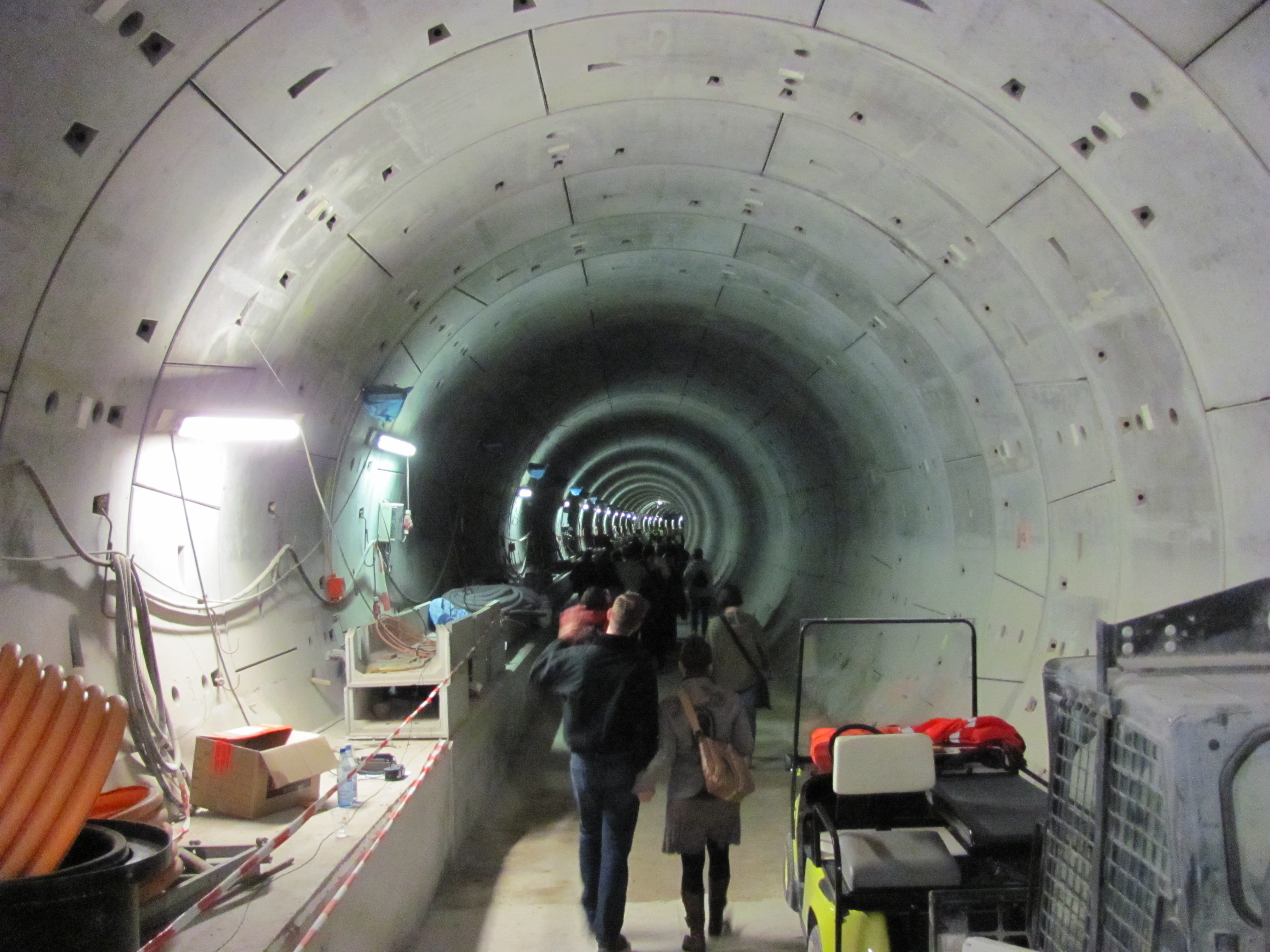
Baustellenbesichtigung im U4-Tunnel 2011

Der mittlerweile durch die CDU allein gestellte Senat und die Hochbahn unterzeichneten am 8. Juni 2007 den endgültigen Bauvertrag für das Vorhaben, sodass die Hochbahn noch am selben Tag die Vergabe für den Rohbau von Strecke und Station abschließen konnte. Die Vergabe umfasste ein Finanzvolumen von 200 Mio. Euro und erging an ein Projektkonsortium aus insgesamt vier Bauunternehmen. Der offizielle Baubeginn erfolgte am 23. August 2007.
Im Jahr 2008 begannen die Arbeiten am Jungfernstieg, die einen umfangreichen temporären Umbau der beliebten Promenade und des Anlegers der Alster Touristik erforderte.
Zur Herstellung der Anschlüsse der Neubaustrecke an das Netz am Jungfernstieg wurde der Betrieb der Linie U2 im Innenstadtbereich Anfang 2009 für sechs Monate eingestellt. Die Herstellung der Verbindung erfolgte in einer offenen Baugrube. Zur gleichen Zeit wurde weiterhin der Streckentausch der Linien U2 und U3 östlich des Bahnhofs Berliner Tor vorbereitet, die Bahnsteige von U2 und U4 in der Station Jungfernstieg auf voller Länge erhöht und mit Aufzügen ausgestattet und das neue Stellwerk City Ost in Betrieb genommen.
Am 13. Oktober 2009 erfolgte die erste Schildeinfahrt der Tunnelbohrmaschine am Jungfernstieg, am 6. Januar 2010 begann der Schildvortrieb für die zweite Tunnelröhre, der im Januar 2011 mit der zweiten Schildeinfahrt abgeschlossen wurde. Parallel zu den Arbeiten an der zweiten Röhre begann im Sommer 2010 der Innenausbau der Haltestellen Überseequartier und HafenCity Universität. Am 28. Februar 2011 konnten die Streckentunnel an die bestehenden Anlagen am Jungfernstieg angeschlossen werden, exakt ein Jahr später wurden die Gleise der Neubaustrecke an das Bestandsnetz angeschlossen. Am 7. Mai 2012 wurden die wiederhergestellten Freiraumanlagen des Jungfernstiegs wiedereröffnet.
Am 13. Juli 2012 entschied die Hochbahn, den Testbetrieb der U4 am 4. November aufzunehmen, die Eröffnung wurde für den Fahrplanwechsel am 9. Dezember 2012 terminiert. Weiterhin wurde entschieden, die Strecke zunächst – dem Entwicklungsstand der HafenCity angepasst – lediglich im 10-Minuten-Takt und zunächst nur bis Überseequartier im Fahrgastverkehr zu betreiben. Die Strecke bis HafenCity Universität sollte erst zur Eröffnung der Hochschule erfolgen, die zum Zeitpunkt der Entscheidung der Hochbahn noch für Sommer 2013 erwartet wurde.

### Eröffnung der U4
Die symbolische Eröffnung der U4 erfolgte am 28. November 2012 durch den Ersten Bürgermeister Olaf Scholz, den Vorstandsvorsitzenden der Hochbahn Günter Elste und Enak Ferlemann, Staatssekretär des Bundesverkehrsministeriums. Der offizielle Fahrgastbetrieb begann am darauffolgenden Tag und damit bereits früher als zunächst angekündigt, zudem konnte die Strecke zwischen Jungfernstieg und HafenCity bis zum Fahrplanwechsel am 9. Dezember 2012 kostenlos genutzt werden.
Zum Zeitpunkt der Eröffnung wurde erwartet, dass die U4 nach Endausbau der HafenCity täglich rund 35.000 Fahrgäste befördern wird.

### Verlängerung HafenCity Universität – Elbbrücken

#### Ausgangspunkt: Erschließung der östlichen HafenCity

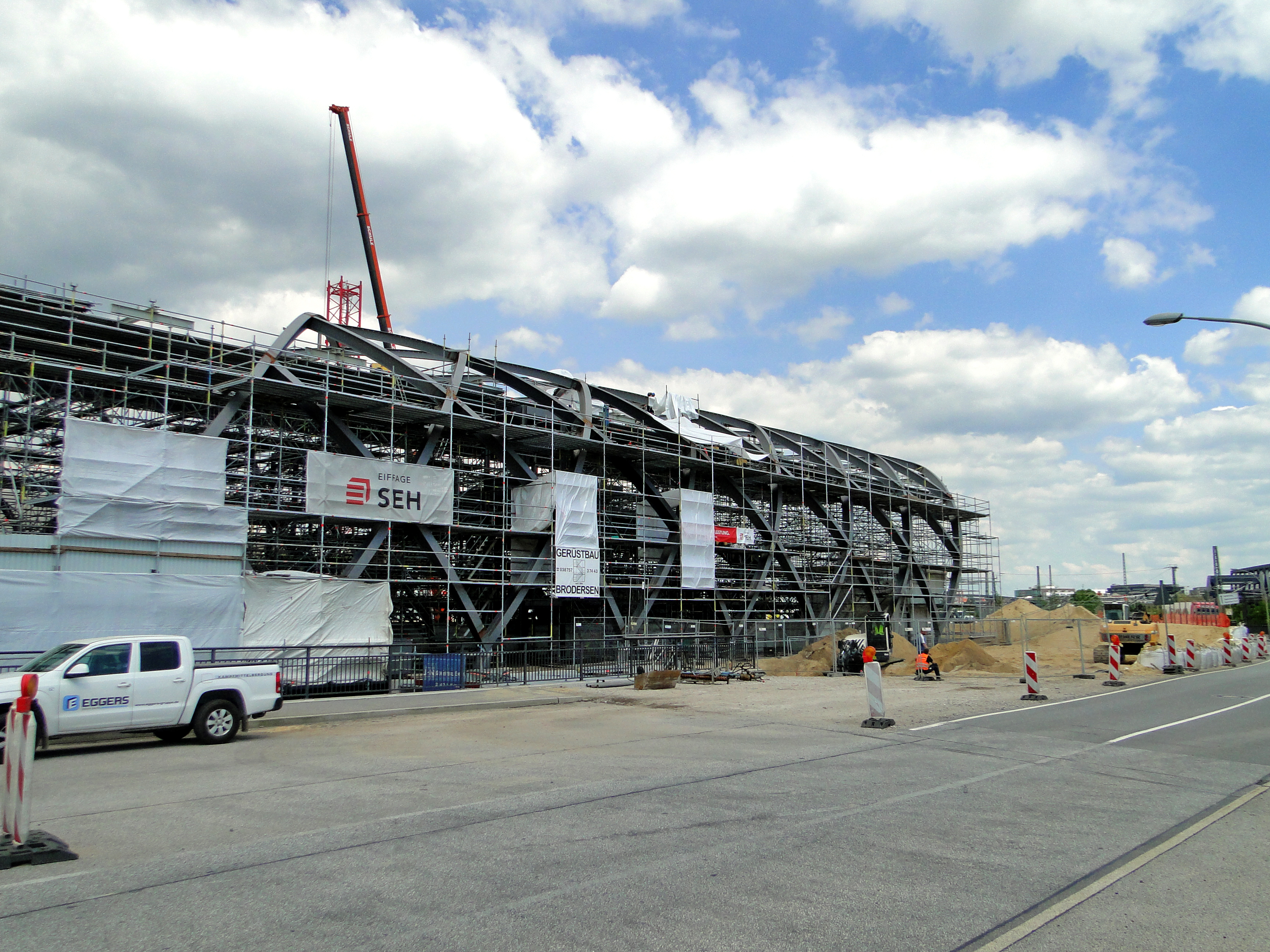
Bahnhof Elbbrücken

Mit der Überarbeitung bzw. Neuaufstellung des Masterplans der HafenCity im Jahr 2010 wurde die Verlängerung der zu diesem Zeitpunkt noch in Bau befindlichen U4 von HafenCity Universität zu den Elbbrücken einschließlich der Verknüpfung mit der S-Bahn Teil des übergeordneten Planungsrahmens der HafenCity. Funktional sieht der Masterplan – und seine mittlerweile erfolgte städtebauliche Qualifizierung – für die Elbbrücken einen erheblichen gewerblichen Schwerpunkt mit bis zu 13.000 Arbeitsplätzen sowie rund 1100 Wohnungen vor.
Im Frühjahr 2011 forderten die Fraktionen der regierenden SPD und der oppositionellen Grünen und LINKEN den Senat in einem gemeinsamen Antrag dazu auf, die informellen Aussagen des Masterplans mit einem offiziellen Beschluss zu unterlegen und die Verlängerung der U4 und den S-Bahn-Anschluss prüfen zu lassen. Der Senat kam der Aufforderung zur Mitte des Jahres nach.

#### Vorbereitende verkehrliche Untersuchung
Die vom Senat in Auftrag gegebene Untersuchung befasste neben der Anbindung der östlichen HafenCity auch mit der Erschließung des Kleinen Grasbrooks.
In einer ersten Stufe wurden insgesamt 36 Varianten für verschiedene Verkehrssysteme und Trassen entwickelt und in Hinblick auf ihre verkehrlichen, städtebaulichen und betrieblichen Potenziale und Auswirkungen untersucht und verglichen. Die 36 Varianten lassen sich nach den betrachteten Verkehrsmitteln in fünf Gruppen einteilen:
- Verlängerung der U4 oder Neubau einer S-Bahn-Strecke
- Verlängerung der U4 und Einrichtung neuer Haltestellen auf der Strecke der Harburger S-Bahn
- Einrichtung zusätzlicher Haltestellen an bestehenden (Schnell-)Bahnstrecken
- Einführung einer Stadtbahn
- Busanbindung

Aufgrund des hohen prognostizierten Verkehrsaufkommens und des Vorhandenseins erweiterungsfähiger Schnellbahnstrecken im Betrachtungsgebiet sprach sich die Untersuchung für die Weiterverfolgung von Varianten der zweiten Kategorie aus und betrachtete dabei die Schaffung eines direkten Übergangs von der U4 zur S-Bahn im Bereich der Elbbrücken als besonders günstig für die verkehrliche Wirkung.
In der zweiten Stufe wurden drei Planfälle mit jeweils zwei Varianten erneut und vertiefend in Hinblick auf verkehrliche, betriebliche, städtebauliche und baulich-technische Auswirkungen sowie die voraussichtlichen Investitionen untersucht und verglichen:
- Planfall 1: Unterirdische Verlängerung der U4 von HafenCity Universität zu einer neuen Station Kleiner Grasbrook, Erschließung des Bereichs der Elbbrücken durch eine neue S-Bahn-Station
  - Planfall 1a: Neue S-Bahn-Station Elbbrücken am Nordufer der Norderelbe
  - Planfall 1b: Neue S-Bahn-Station Veddeler Markt am Südufer der Norderelbe
- Planfall 2: Unterirdische Verlängerung der U4 von HafenCity Universität zu einer neuen gemeinsamen U- und S-Bahn-Station im Bereich der Elbbrücken und unterirdische Weiterführung zu einer neuen Station Kleiner Grasbrook
  - Planfall 2a: Gemeinsame neue U- und S-Bahn-Station Elbbrücken am Nordufer der Norderelbe
  - Planfall 2b: Gemeinsame neue U- und S-Bahn-Station Veddeler Markt am Südufer der Norderelbe + neue U-Bahn-Station Versmannstraße im nördlichen Teil des Baakenhafens
- Planfall 3: Unterirdische Verlängerung der U4 von HafenCity Universität bis zum Knotenpunkt Versmannstraße/Baakenwerder Straße im Osten der HafenCity, ab dort oberirdische Streckenführung mit einer neuen gemeinsamen U- und S-Bahn-Station im Bereich der Elbbrücken und oberirdische Weiterführung zu einer neuen Station Kleiner Grasbrook
  - Planfall 3a: Gemeinsame neue U- und S-Bahn-Station Elbbrücken am Nordufer der Norderelbe
  - Planfall 3b: Gemeinsame neue U- und S-Bahn-Station Veddeler Markt am Südufer der Norderelbe + neue U-Bahn-Station Versmannstraße im nördlichen Teil des Baakenhafens

Die Planfälle 3a und 3b wurden insgesamt als günstigste Varianten identifiziert. Für sie sprachen u. a. die gute Erschließung der östlichen HafenCity einschließlich des Aufkommensschwerpunktes der Elbbrücken, die gute Innenerschließung der HafenCity, das geringeren bauliche Risiko und die geringen Kosten durch die teilweise oberirdische Lage von Strecke und Stationen sowie die sparsame Inanspruchnahme potenzieller Bauflächen entlang der Strecke. Analog zur früheren Argumentation zugunsten der Entscheidung, die HafenCity durch eine U-Bahn zu erschließen (s. o.), weisen Hochbahn und Freie und Hansestadt auf die positive Signalwirkung auf Investoren hin, die ein möglichst frühzeitiger Ausbau der U-Bahn ausüben könnte.
Da zum Zeitpunkt der Untersuchung nicht erkennbar war, welche städtebaulichen Perspektiven sich auf den Flächen südlich der Norderelbe ergeben würden – insbesondere in Hinblick auf die Frage, ob die bestehende Hafennutzung des Kleinen Grasbrooks erhalten oder ob die Flächen für eine städtebauliche Entwicklung geöffnet werden sollten –, wurde Planfall 3b, der sich stärker auf die Erschließung der Gebiete südlich der Elbe konzentrierte, verworfen. Der Senat betonte hierzu auch, dass eine Verlängerung über die Elbbrücken hinaus unter den gegebenen städtebaulichen Bedingungen im Trassenumfeld kaum einen Wirtschaftlichkeitsgrad erreichen werde, der ihr zu Förderfähigkeit durch den Bund verhelfen könnte.
Daher wurde Planfall 3a mit einer neuen U-Bahn-Station Elbbrücken nördlich der Norderelbe abschließend als Vorzugsvariante erkannt, die Verlängerung zum Kleinen Grasbrook wurde als Option für einen späteren Ausbau zurückgestellt (s. u.). Ebenso wurde erklärt, dass der Bau der geplanten Verknüpfung mit der S-Bahn aufgrund der Kosten und der komplexen Koordinierung mit der städtebaulichen Entwicklung der östlichen HafenCity kurzfristig nicht möglich sei, jedoch ebenfalls als Option weiterbestünde.

#### Vergabe der Planungs- und Baulose, politischer Beschluss
Noch während der laufenden Untersuchung des Senats veröffentlichte die Hochbahn am 1. Juli 2011 die Ausschreibung für die Erbringung der Vorentwurfs-, Entwurfs- und Genehmigungsplanung für eine Verlängerung der U4. Die Ausschreibung nannte dabei 2013 als avisierten Baubeginn, nahm jedoch keinen Bezug auf die Berücksichtigung eines Übergangs zur S-Bahn. Ende 2011 berichteten verschiedene Hamburger zudem Medien übereinstimmend, dass nach Aussage der Verkehrsbehörde aus Kostengründen auf eine Verknüpfung mit der S-Bahn verzichtet werden solle. Am 7. August 2012 erklärte die Behörde jedoch vor dem Verkehrsausschuss der Bürgerschaft, dass die S-Bahn-Station nach einer zwischenzeitlich erfolgten kostensenkenden Umplanung doch gebaut werden solle. Dabei kündigte die Behörde auch an, dass beide Station gleichzeitig in Betrieb gehen sollen.
Am 15. Januar 2013 beschloss der Senat offiziell die Verlängerung der U4 zu den Elbbrücken und ersuchte die Bürgerschaft um Zustimmung. Die Baukosten wurden zu diesem Zeitpunkt auf rund 136 Mio. Euro prognostiziert.
Ende April 2013 stellte die Hochbahn das Ergebnis des hochbaulichen Realisierungswettbewerbs für das Stationsgebäude vor. In einer ersten Wettbewerbsstufe hatten sechs Büros teilgenommen, von denen gmp (Hamburg) und Auer Weber (Stuttgart) in die engere Wahl gezogen wurden. Nach Überarbeitung der zunächst gleichwertig beurteilten Entwürfe entschied sich die Hochbahn für den Entwurf von gmp, die im Aufgabenfeld Verkehrsbauten u. a. die Hauptgebäude der Flughäfen Hamburgs und Stuttgarts und den Berliner Hauptbahnhof entworfen hatten.
Im Oktober 2013 wurde der Planfeststellungsbeschluss für die Verlängerung erteilt, die Vergabe der Baulose für Roh- und Spezialtiefbau erfolgte im Dezember 2013 sowie im November 2014 für die ersten Bauphasen des Stationsgebäudes.

#### Herstellung der Strecke zu den Elbbrücken

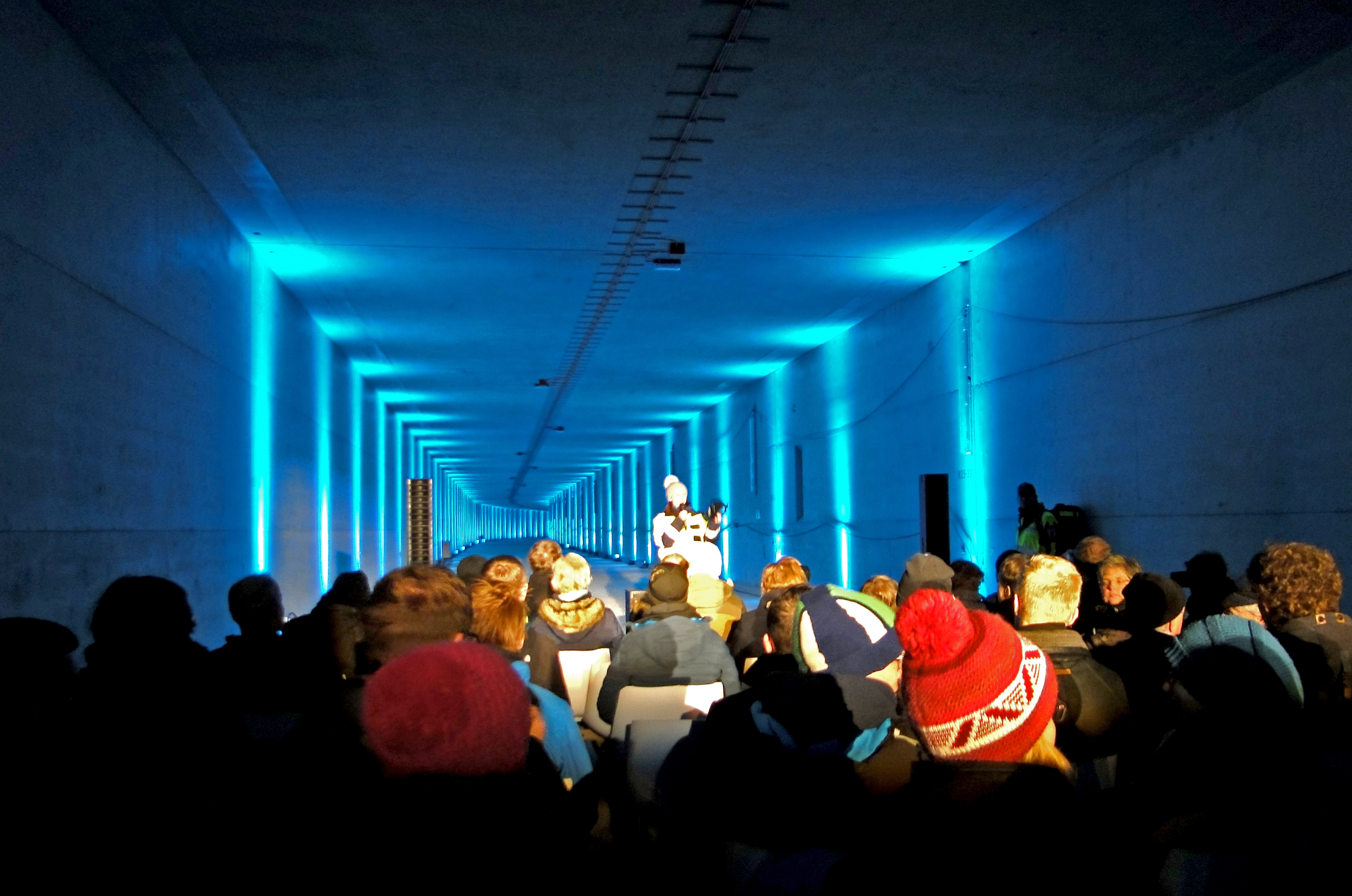
Baustellenführung im Februar 2017

Die Bauarbeiten für die Tunnelstrecke begannen am 23. April 2014, bereits am 21. Juni des Vorjahres hatten allerdings die Arbeiten für eine unterirdische Abstellanlage östlich von HafenCity Universität begonnen, die auch Teil der Strecke zu den Elbbrücken ist. Das Bauwerk war bereits im Rahmen der Planfeststellung des ersten Bauabschnitts vom Jungfernstieg in die HafenCity genehmigt, die Realisierung jedoch zurückgestellt worden.
Mitte 2015 wurden die Kehranlage im Rohbau fertig gestellt, Anfang 2017 folgte der Streckentunnel, im März begann der Gleisbau auf der Strecke. Im Februar 2017 bot die Hochbahn eine Baustellenführung durch den Tunnel zur Baustelle der Haltestelle Elbbrücken, bei der die Teilnehmer mithilfe von Virtual-Reality-Brillen die geplante Gestaltung der Haltestelle vor Ort betrachten konnten.
Anfang 2017 begann der Bau der inneren Erschließungsanlagen der Station, Ende März wurde der erste Stahlträger der Bahnhofshalle montiert. Bis August wurde die gesamte Trägerkonstruktion hergestellt, unmittelbar danach begann die Installation der insgesamt 1200 Glasscheiben, die die innere Haut der Halle bilden. Die Arbeiten hierfür wurden im Herbst 2017 abgeschlossen. Zwischen dem 17. und 22. Mai 2018 wurde die Fußgängerbrücke zur benachbarten S-Bahn-Station mittels zweier Schwerlastkräne eingehoben. Die Brücke wurde in zwei separaten Segmenten eingehoben, wobei in der Nacht vom 17. auf den 18. Mai zunächst der westliche, an die U-Bahn-Station anschließende Teil, und in der Nacht vom 19. auf den 20. Mai der östliche Teil eingehoben wurde. In den folgenden Tagen wurde weitere Anschlussarbeiten durchgeführt. Die gesamte Station wurde bis Anfang Dezember 2018 fertig gestellt, sodass der Betrieb zum Fahrplanwechsel am 9. Dezember 2018 aufgenommen werden konnte. Bereits ab dem 19. November 2018 erfolgten auf der Strecke interne Probefahrten. Vom 7. bis zum 9. Dezember 2018 konnte die neue Strecke von allen Fahrgästen kostenlos benutzt werden, zuvor fand eine Eröffnungsfeier in geschlossener Gesellschaft statt.
Die Arbeiten für die benachbarte S-Bahn-Station begannen Ende August 2017, die Eröffnung ist für Ende 2019 vorgesehen. Ursprünglich war vorgesehen, dass die Bauarbeiten bis zur Eröffnung der U-Bahn-Station soweit fortgeschritten sein sollten, dass der Fahrgastbetrieb aufgenommen werden kann. Aufgrund unerwarteter Komplikationen bei der Gründung des Gebäudes musste die Eröffnung jedoch um rund ein Jahr verschoben werden.

### Verlängerung Horner Rennbahn – Horner Geest – Jenfeld

#### Erster Vorschlag und Konzeptstudie
Im April 2014 stellten Senat und Hochbahn einen Katalog potenzieller Ausbauvorhaben für das U-Bahn-Netz vor, zu denen eine Ausfädelung der U4 aus der gemeinsam mit der U2 benutzten Strecke im Stadtteil Horn in Richtung der nordöstlich angrenzende Horner Geest gehörte. Ende 2014 schloss die Hochbahn die Arbeiten an einer Konzeptstudie ab, die die im April vorgestellten Vorhaben weitergehend betrachtete.
Die Studie bestimmte u. a. grob die Haltestellenstandorte an der Stoltenstraße und der Dannerallee, für die Ausfädelung aus dem Bestandsnetz und die Trassenführung wurden fünf Varianten erörtert:
- Ausfädelung westlich Horner Rennbahn und Verlauf in der Achse der Manshardtstraße
- Ausfädelung östlich Horner Rennbahn und Verlauf in der Achse der Manshardtstraße
- Ausfädelung zwischen Horner Rennbahn und Legienstraße und Verlauf in der Achse des Querkamps
- Ausfädelung östlich Legienstraße und Verlauf in der Achse der Legienstraße
- Ausfädelung zwischen Legienstraße und Billstedt und Verlauf in der Achse Schiffbeker Weg

Die zweite Variante wurde aufgrund der guten Erschließungswirkung, der direkten Trassenführung in Richtung Innenstadt und der weitgehenden Realisierbarkeit unterhalb öffentlicher Straßenflächen als Vorzugsvariante identifiziert. Daneben wurde die dritte Variante für eine weitere Betrachtung ausgewählt. Sie wurde bei den o. g. Kriterien jeweils weniger positiv beurteilt, sollte vor einem endgültigen Ausschluss jedoch noch eingehender betrachtet werden. Die weiteren Varianten schieden insbesondere aufgrund der als in Hinblick auf das Fahrtziel Innenstadt zu umwegig beurteilten Trassenführung und der weniger günstigen Erschließungswirkung aus.
In einer weitergehenden Perspektive skizzierte die Konzeptstudie zudem eine spätere Verlängerung der Strecke zu den östlich und nordöstlich angrenzenden Siedlungsschwerpunkten in Jenfeld und erklärte, dass bei der Verlängerung der U4 in die Horner Geest eine spätere Erweiterung nach Jenfeld zwingend baulich zu berücksichtigen sei. Die Strecke könnte dabei im Wesentlichen als geradlinige Verlängerung der Vorzugsvariante realisiert werden.

#### Weitere Schritte
Die Arbeiten an der Machbarkeitsuntersuchung, die das Vorhaben vertiefend betrachten sollte, wurden im November 2014 aufgenommen und im Laufe des Jahres 2015 abgeschlossen. Die Untersuchung fixierte unter anderem die Trassierung unter der Manshardtstraße, die Lage der Haltestellen und die Gestaltung der Ausfädelung aus der Bestandsstrecke.
Anfang Mai 2017 gab die Hochbahn bekannt, dass die Vorentwurfsplanung abgeschlossen sei und die Arbeiten für die Entwurfsplanung aufgenommen worden seien. Die Hochbahn erwartete ursprünglich, das Planfeststellungsverfahren bei idealem Verlauf noch innerhalb des Jahres 2017 eröffnen zu können. Tatsächlich wurde es im Juni 2018 mit Erörterungstermin im April 2019 eingeleitet. Der Baubeginn wurde ursprünglich frühestens für 2019 erwartet, fand dann aber April 2020 statt.

### Verlängerung von den Elbbrücken nach Süden

#### Erster Vorschlag und Konzeptstudie
Der von Hochbahn und Senat 2014 vorgestellte Katalog von Erweiterungsvorhaben und die darauf aufbauende Konzeptstudie betrachteten neben der Verlängerung der U4 in die Horner Geest auch eine Verlängerung über die südliche Endstation Elbbrücken hinaus in südliche Richtung. Die Strecke sollte die Norderelbe queren und den östlichen Teil des Stadtteils Kleiner Grasbrook und die bislang nicht von der S-Bahn erschlossenen Bereiche von Wilhelmsburg einschließlich der Großwohnsiedlung Kirchdorf-Süd erschließen. Perspektivisch skizzierte die Konzeptstudie zudem eine Weiterführung bis in das Harburger Bezirkszentrum.
Die Konzeptstudie teilte die Erweiterung in zwei bzw. drei Phasen, die nacheinander hätten realisiert werden sollen; zunächst die Verlängerung von den Elbbrücken auf den Kleinen Grasbrook, gefolgt von der Strecke nach Wilhelmsburg und ggf. zuletzt die Strecke nach Harburg.
Die ersten beiden Ausbaustufen standen im Zusammenhang mit geplanten bzw. als realistisch eingestuften städtebaulichen Entwicklungen im jeweiligen Trassenumfeld. Die Erschließung des Kleinen Grasbrooks war Bestandteil der zum damaligen Zeitpunkt laufenden Überlegungen Hamburgs, sich als Gastgeber für die Olympischen und Paralympischen Sommerspiele 2024 zu bewerben. Wie bereits bei der geplanten Bewerbung für die Sommerspiele 2012 sah Hamburgs Konzept vor, einen Großteil der olympischen Anlagen auf dem Kleinen Grasbrook zu errichten. Das Olympiagelände sollte insbesondere das Olympiastadion, die Olympiaschwimmhalle und das Olympische Dorf umfassen. Die in Frage stehenden Flächen wurden und werden größtenteils durch Hafenfunktionen belegt, die zugunsten der Olympischen Nutzung hätten aufgegeben bzw. verlagert werden müssen. In der Nachnutzung sollten das Olympiagelände für eine normale städtebauliche Nutzung geöffnet werden, wofür beispielsweise das olympische Dorf und das Olympiastadion – letzteres nach einem entsprechenden Umbau – zum Wohnen (weiter)genutzt werden sollten.
Die Planungen für die Strecke über den Kleinen Grasbrook hinaus verfolgten insbesondere das Ziel, bestehende verdichtete Siedlungsbereiche und wichtige Potenzialgebiete südlich der Norderelbe besser an den ÖPNV und im Sinne der politischen Zielsetzung des „Sprungs über Elbe“ an die Innenstadt anzubinden. Trotz des grundsätzlich erkannten Bedarfs nach einer besseren Anbindung der bestehenden Siedlungsbereiche erklärte die Konzeptstudie, dass eine Verlängerung nach Süden nur bei Aktivierung erheblicher Entwicklungspotenziale im Trassenumfeld erfolgen könnte, da die vorhandene Nutzungsdichte insgesamt noch nicht ausreiche, um einen U-Bahn-Anschluss rechtfertigen zu können. Die Anbindung Wilhelmsburgs an die U4 war damit zum einen abhängig vom externen Faktor der städtebaulichen Transformation des Kleinen Grasbrooks, der seinerseits von einer erfolgreichen Bewerbung um die Ausrichtung der Olympischen Spiele abhängig gemacht wurde, und zum anderen von der internen Entwicklungsperspektive des Stadtteils.

#### Planungen im Vorfeld der Olympiabewerbung

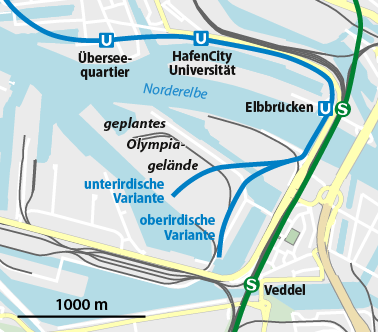
Strecken und Stationsstandorte gemäß Konzeptstudie

Die Konzeptstudie untersuchte für die Erschließung des Olympiageländes zwei Trassenkorridore mit insgesamt drei Trassenvarianten:
- Unterirdischer Verlauf durch den zentralen Bereich der Geländes
- Unterirdischer Verlauf in der Achse der Dessauer Straße am östlichen Rand des Geländes
- Oberirdischer Verlauf in der Achse der Dessauer Straße am östlichen Rand des Geländes

Die unterirdische Führung mit einer zentralen Station wurde als Vorzugsvariante bestimmt. Als nachgeordnete Alternative wurde die oberirdische Führung im Verlauf der Dessauer Straße identifiziert. Für den zentralen Stationsstandort sprach die sehr günstige Erschließung des Gebiets, obgleich die Studie nicht ausschloss, dass sich die östliche, oberirdische Variante im Rahmen der weiteren planerischen Bearbeitung nicht ebenfalls als städtebaulich verträglich und in der Abwägung sogar als wirtschaftlicher als die unterirdische Trassierung herausstellen könnte.

#### Planungen nach Bestimmung Hamburgs als deutsche Bewerberstadt
Im März 2015 entschied das Präsidium des DOSB, Hamburgs Bewerbung als Gastgeber für die Olympischen und Paralympischen Sommerspiele 2024 zu unterstützen. Die Freie und Hansestadt und die Hochbahn intensivierten daraufhin die Arbeiten am städtebaulichen und logistischen Konzept für die Spiele und für die Nachnutzung der olympischen Anlagen.
In Hinblick auf die U4 war vor allem die Nachnutzung von Relevanz, da das mittlerweile OlympiaCity genannten Olympiagelände auf dem Kleinen Grasbrook aus Sicherheitsgründen nur über außerhalb des Geländes gelegene Stationen erschlossen werden sollte. Auf der U4 waren hierfür die Stationen HafenCity Universität und Elbbrücken vorgesehen.
Unmittelbar nach den Spielen sollte die U4 jedoch von Elbbrücken um etwa 1,3 Kilometer auf den Kleinen Grasbrook verlängert werden. Abweichend von der Präferenz der Konzeptstudie bestimmten die weiter entwickelten Planungen, dass die Trasse oberirdisch und in der Achse der Dessauer Straße zu führen sei mit einer Station am östlichen Rand der OlympiaCity.
Für die oberirdische Trassierung dürften u. a. die geringeren Kosten gegenüber einer Tunnellösung gesprochen haben. Insgesamt schätzte eine Machbarkeitsstudie die Kosten auf rund 172 Mio. Euro, wobei zusätzlich 150 Mio. Euro auf den Bau der neuen Brücke entfallen sollten, die zunächst während der Spiele als Fußgängerverbindung zwischen Elbbrücken und OlympiaCity dienen und nach den Spielen die U-Bahn-Gleise für die Querung der Norderelbe aufnehmen sollte. Weiterhin dürfte zugunsten der gewählten Lösung gesprochen haben, dass die Fläche der OlympiaCity wesentlich freier beplant werden konnte, da sich die Trasse auf einen relativ kompakten, schmalen Korridor beschränkte und nicht größere Teile des Gebiets durchschnitten hätte. Hinzu dürfte gekommen sein, dass eine Station im Südosten des Kleinen Grasbrooks auch eine Erschließungswirkung für den westlichen Teil der Veddel gehabt hätte.
Als weitere Vorleistungen neben der Fußgänger- und späteren Gleisbrücke sollten bei der Erstellung der olympischen Anlagen Fundamente hergestellt und Flächen für Trasse und Station der U-Bahn freigehalten werden. Dieses Vorgehen hätten neben der Gewährleistung einer abgestimmten Planung zwischen der U-Bahn und den sonstigen baulichen Maßnahmen vor allem baulogistische Vorteile geboten.
Im September 2015 gab die Bürgerschaft Mittel in Höhe von 15 Mio. Euro für Vorentwurfs-, Entwurfs- und Genehmigungsplanung der Verlängerung auf den Kleinen Grasbrook frei, die Planungen sollten noch im selben Jahr aufgenommen werden. Das Planfeststellungsverfahren sollte 2017 eröffnet werden, sodass der Baubeginn 2019 hätte erfolgen können.
Nachdem sich die Hamburger Bevölkerung am 29. November 2015 in einem Referendum gegen eine Bewerbung entschied, wurden die Planungen für die Südverlängerung jedoch zunächst auf unbestimmte Zeit zurückgestellt. Auch im Falle eines Ausgangs des Referendums zugunsten einer Bewerbung hätte das Vorhaben weiterhin unter dem Vorbehalt der Vergabe der Spiele an Hamburg gestanden, sodass eine endgültige Entscheidung über den Bau erst nach der am 13. September 2017 erfolgten Sitzung des IOK, auf der die Spiele vergeben wurden, erfolgt wäre.

#### Erschließung des neuen Stadtteils Grasbrook
Am 12. September 2017 stellte der Senat Planungen vor, ein rund 46 ha großes Gebiet im Nordosten und Osten des Kleinen Grasbrooks unter dem Projektnamen Grasbrook für eine städtebauliche Entwicklung zu öffnen. Vis-à-vis der HafenCity sollen Wohnungen und Wohnfolgeeinrichtungen für rund 6000 Menschen, Arbeitsplätze in den Bereichen Dienstleistung, Produktion und Forschung für rund 16.000 Menschen und umfangreiche öffentliche Grün- und Freiraumanlagen entstehen. Das Vorhaben kann konzeptionell als Erweiterung der HafenCity betrachtet werden, da es ihre Merkmale in Bezug auf städtebauliche Struktur und Dichte, Nutzungsdurchmischung, soziale Durchmischung, ökologische Nachhaltigkeit und Mobilitätsstruktur im Wesentlichen übernimmt. Gleichzeitig baut das Vorhaben auf den Planungen auf, die im Rahmen des städtebaulichen und Sportstättenkonzepts für die Ausrichtung der Olympischen und Paralympischen Spiele 2024 erarbeitet wurden. Die baulichen Maßnahmen könnten 2019 mit der Freimachung der Flächen und der Herstellung der Erschließungsmaßnahmen beginnen, die Gesamtmaßnahme soll sich über einen Zeitraum von rund 20 Jahren erstrecken, sodass die Entwicklung etwa 2040 abgeschlossen sein könnte.
Die Entscheidung der Stadt für die städtebauliche Entwicklung des Kleinen Grasbrooks ist insofern überraschend, als dass im Rahmen des Sportstättenkonzepts erklärt wurde, dass eine solche Öffnung ausschließlich im Rahmen eines Anlasses vom Maßstab der Spiele erfolgen könnte. Die aktuellen Planungen umfassen mit 65 ha gut die Hälfte der Flächen, die im Rahmen der Olympiaplanung entwickelt werden sollten. Die verbleibenden Flächen des Kleinen Grasbrooks sollen weiterhin hafenwirtschaftlich genutzt werden, jedoch sollen vertragliche Grundlagen geschaffen werden, um eine spätere Umwidmung der verbleibenden Hafenflächen zu erleichtern, insbesondere durch Regelungen zur Kompensation der angesiedelten Gewerbebetriebe im Falle einer Verlagerung.
Die ÖPNV-Erschließung des Gebiets soll zunächst durch die bestehende U- und S-Bahn-Station Elbbrücken und an diese angeschlossene Busverbindungen erfolgen. Die optionale Verlängerung der U4 zu einem späteren Zeitpunkt soll jedoch planerisch und vertraglich gesichert werden, insbesondere soll die U-Bahn-Trasse von Bebauung freigehalten werden. Der Trassenverlauf entspricht etwa der Ostvariante der Olympiaplanungen (s. u.) mit einem nach Norden verschobenen Stationsstandort; die Trasse würde ausgehend von der Station Elbbrücken parallel zu den Norderelbbrücken nach Süden geführt, verschwenkte nach Südwesten und erhielte eine neue Station im Südosten des Beckens des Moldauhafens. Darüber hinaus wird eine mögliche Verlängerung nach Südwesten in der Achse der Dessauer Straße und auf die Veddel angedeutet.
Die im Rahmen der ersten Vorstellung des Projekts Grasbrook präsentierten Planungen sahen vor, dass die Station am Standort aus den Olympiaplanungen südlich des Moldauhafens und westlich der Dessauer Straße liegen sollte. Dieser Standort lag am äußersten Rande des Projektgebiets an der räumlichen Schnittstelle des Grasbrooks zu den weiterhin für hafen- und logistikaffine Nutzungen vorgesehenen Flächen.

#### Planungen für die Erschließung Wilhelmsburgs

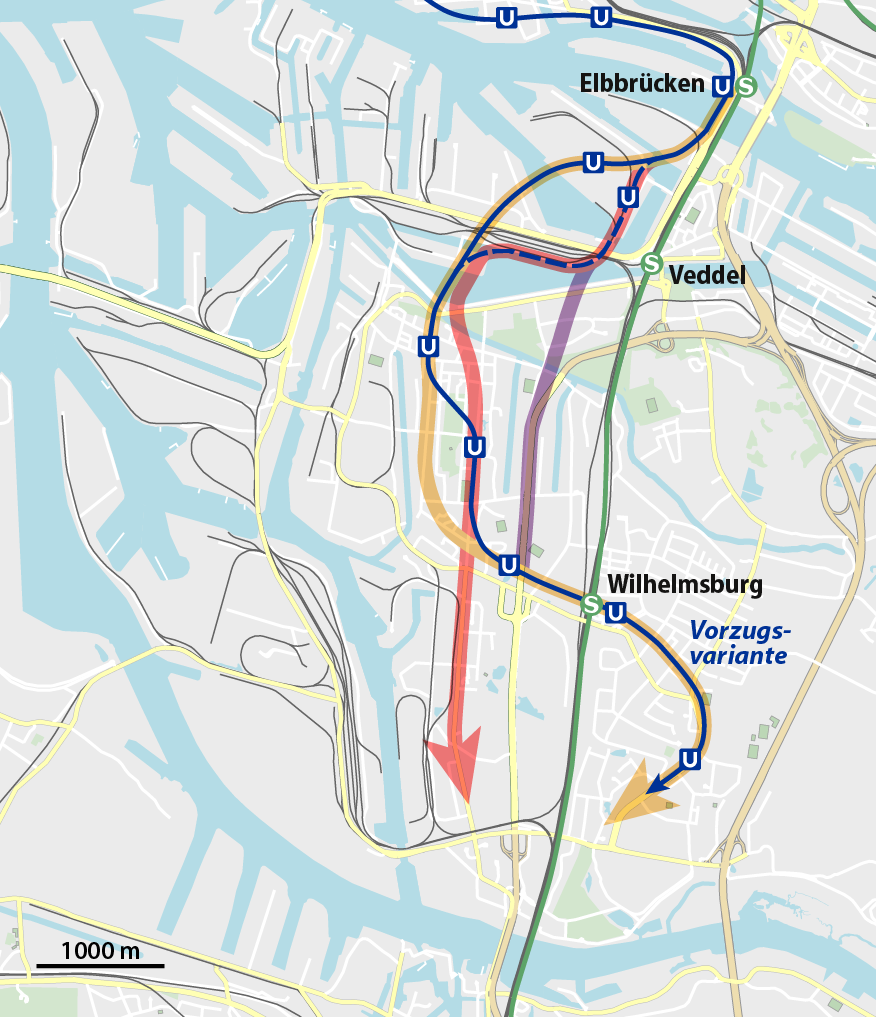
Geprüfte Trassenkorridore (rot/orange/lila) und Vorzugsvariante (blau) für die Erschließung Wilhelmsburgs

Der Stadtteil Kleiner Grasbrook stellt mit seinen großen Wasserflächen, Hafen- und Gleisanlagen ein Hindernis für die Streckenführung dar

Während die Planungen für die Erschließung der OlympiaCity recht weit vorangeschritten waren und die Verlängerung der U4 auf den Kleinen Grasbrook aktuell zumindest planerisch weiterbetrieben wird, wurden die Planungen für die Erschließung Wilhelmsburgs lediglich auf die Ebene der Konzeptstudie geführt. Eine weitere Vertiefung hatte sich mit dem Rückzug von der Olympiabewerbung zunächst erübrigt. Es ist nicht bekannt, inwieweit eine Verlängerung im Lichte der aktuellen Planungen für das Entwicklungsgebiet Grasbrook als wahrscheinlich zu betrachten ist.
Gemäß der Konzeptstudie hätte für die Strecke für die Erschließung Wilhelmsburgs ausgehend von der OlympiaCity zunächst das Becken des südlich des Kleinen Grasbrooks liegenden Spreehafens queren müssen. Hierzu wurden folgende Varianten in Betracht gezogen:
- Westliche, oberirdische Trasse etwa in der Achse der Brandenburger Brücke
- Westliche, unterirdische Trasse etwa in der Achse Brandenburger Brücke
- Östliche, oberirdische Trasse in der Achse Dessauer Straße

Die westliche Trasse hätte sowohl an die zentral als auch an die östlich durch das Olympiagelände führende Strecke anschließen können, die östliche war als Verlängerung der Osttrasse geplant.
Südlich des Spreehafens erörterte die Konzeptstudie drei Trassenkorridore für die Erschließung Wilhelmsburgs. Eine zentrale Anforderung an die zu bestimmende Trasse war die Vermeidung von Parallelverkehr mit der bereits in Wilhelmsburg verkehrenden S-Bahn. Gleichwohl war bzw. ist diese Anforderung verhältnismäßig einfach zu erfüllen, da die Hauptfunktion der über Wilhelmsburg und Veddel verkehrenden S-Bahn nach Aussage der Studie in der möglichst schnellen Verbindung der Hamburger Innenstadt und des Bezirks Harburg liege, weshalb der flächenmäßig große Stadtteil Wilhelmsburg bislang nur punktuell durch die Bahn erschlossen würde. Mithin liegen wesentliche Siedlungsbereiche Wilhelmsburgs außerhalb des unmittelbaren Einzugsbereichs der S-Bahn.
Die drei betrachteten Korridore waren:
- Westkorridor: Reiherstiegviertel – Mengeplatz – Mitte Wilhelmsburg – S-Bahnhof Wilhelmsburg – Kirchdorf-Süd
- Mittelkorridor: Verlauf in der Achse Georg-Wilhelm-Straße
- Ostkorridor: Verlauf in der Achse der heutigen Wilhelmsburger Reichsstraße bis Kirchdorf-Süd

Als Vorzugsvariante wurde eine Kombination aus erstem und zweitem Korridor gewählt, die grob dem Verlauf der MetroBus-Linie 13 entspricht, die bislang den Großteil der ÖPNV-Erschließung des westlichen Wilhelmsburgs und der Großwohnsiedlung Kirchdorf-Süd leistet. Nach Kreuzung des Hansahafens wäre die Strecke über Stationen in den Bereichen des Stübenplatzes, der Bushaltestelle Neuhöfer Straße (Ost) und des Wilhelmsburger Rathauses nach Süden verlaufen. Dort hätte die Strecke nach Osten abgeschwenkt, die Wilhelmsburger Reichsstraße gekreuzt und die S-Bahn-Station Wilhelmsburg erreicht. Die Strecke hätte schließlich weiter in südöstliche Richtung bis zu einer neuen Station in Kirchdorf-Süd geführt.
Von dort aus deutet das in der Konzeptstudie enthaltene Kartenmaterial eine weitere Verlängerung nach Südwesten in Richtung des Bezirkszentrums Harburgs an und bekräftigt diese Möglichkeit auch textlich, ohne jedoch einen konkreteren Verlauf zu benennen.
Durch diese Trassenführung sollten alle Aufkommensschwerpunkte in Wilhelmsburg angebunden werden, weiterhin hätten sich eine gute Netzwirkung durch die Verknüpfung mit dem S-Bahn-Netz und das Potenzial für erhebliche Einsparungen von Busverkehrsleistungen ergeben.
Für die Führung in der Achse der Georg-Wilhelm-Straße sprachen die gute Erschließung künftiger Entwicklungsschwerpunkte im Stadtteil und die Möglichkeit einer direkten Weiterführung nach Harburg. Als nachteilig wurde die weniger günstige Erschließung bestehender Aufkommensschwerpunkte beurteilt.
Für die Führung in der Achse der Wilhelmsburger Reichsstraße sprach die vergleichsweise einfache und kostengünstige Integrierbarkeit in die im Umfeld der Trasse laufenden bzw. geplanten Entwicklungen. So wurde die Reichsstraße 2019 nach Osten an die Eisenbahntrasse verschwenkt und ihre bisherige Fläche und weite Teile des Umfelds hierdurch für eine städtebauliche Neuordnung geöffnet. Im Rahmen dieser Neuordnung hätte die U-Bahn-Trasse bereits im Vorlauf oder parallel zu den weiteren baulichen Entwicklungen hergestellt werden können. Als erhebliche Nachteile wurden jedoch die große Nähe zur S-Bahn-Trasse und das Aussparen wichtiger bestehender Aufkommensschwerpunkte beurteilt.

## Kosten

### Strecke Jungfernstieg – HafenCity Universität
Im September 2008 wurden die Baukosten des ersten Bauabschnitts auf 298 Mio. Euro prognostiziert. Nach Aussage des Senats war vorgesehen, dass der Bund im Wege des Gemeindeverkehrsfinanzierungsgesetz von dieser Summe 126 Mio. Euro bzw. ein Anteil von rund 42 Prozent tragen soll, während 172 Mio. Euro bei der Freien und Hansestadt verbleiben sollten. Im April 2009 wurde die Prognose der Gesamtkosten auf 301 Mio. Euro korrigiert. Eine weitere Schätzung von Oktober 2009 korrigierte die Kosten erneut auf den endgültigen Betrag von 323,6 Mio. Euro, von denen der Bund einen Anteil von 135 Mio. Euro trug.

### Strecke HafenCity Universität – Elbbrücken
Die Kosten für die rund 1,3 Kilometer lange Verlängerung von HafenCity Universität zu den Elbbrücken wurden zu Baubeginn auf rund 187 Mio. Euro prognostiziert. Davon sollten 38 Mio. Euro auf die Abstellanlage östlich von HafenCity Universität und 136 Mio. Euro auf die weitere Strecke und den neuen Bahnhof entfallen. Im August 2016 gab die Hochbahn jedoch bekannt, dass die Kosten voraussichtlich rund 10 Mio. Euro geringer ausfallen werden. Ausgehend von der ursprünglichen Prognose sollte die Freie und Hansestadt einen Anteil von 102 Mio. Euro und der Bund rund 72 Mio. Euro der Projektkosten tragen. Wenige Wochen vor Inbetriebnahme der Strecke gab die Hochbahn im November 2018 bekannt, dass die Gesamtkosten mit 145 Mio. Euro weiter gesenkt werden konnten.

### Strecke Horner Rennbahn – Horner Geest
Mitte März 2018 veröffentlichte die Hochbahn eine Kostenprognose für die rund 2,6 Kilometer lange Strecke in die Horner Geest in Höhe von 465 Mio. Euro. Von der Summe entfallen rund 20 Mio. Euro auf Planung und Vergabevorbereitung. Der größte Teil entfällt mit 355 Mio. Euro auf die sog. Basiskosten für den Bau, hinzu kommen 33 Mio. Euro für Baunebenkosten. Weitere 36 Mio. Euro wurden als Risikovorsorge für Unvorhergesehenes und 21 Mio. Euro als Reserve für mögliche Preissteigerungen in einem Umfang von bis zu sechs Prozent der Basiskosten eingeplant.

## Kritik

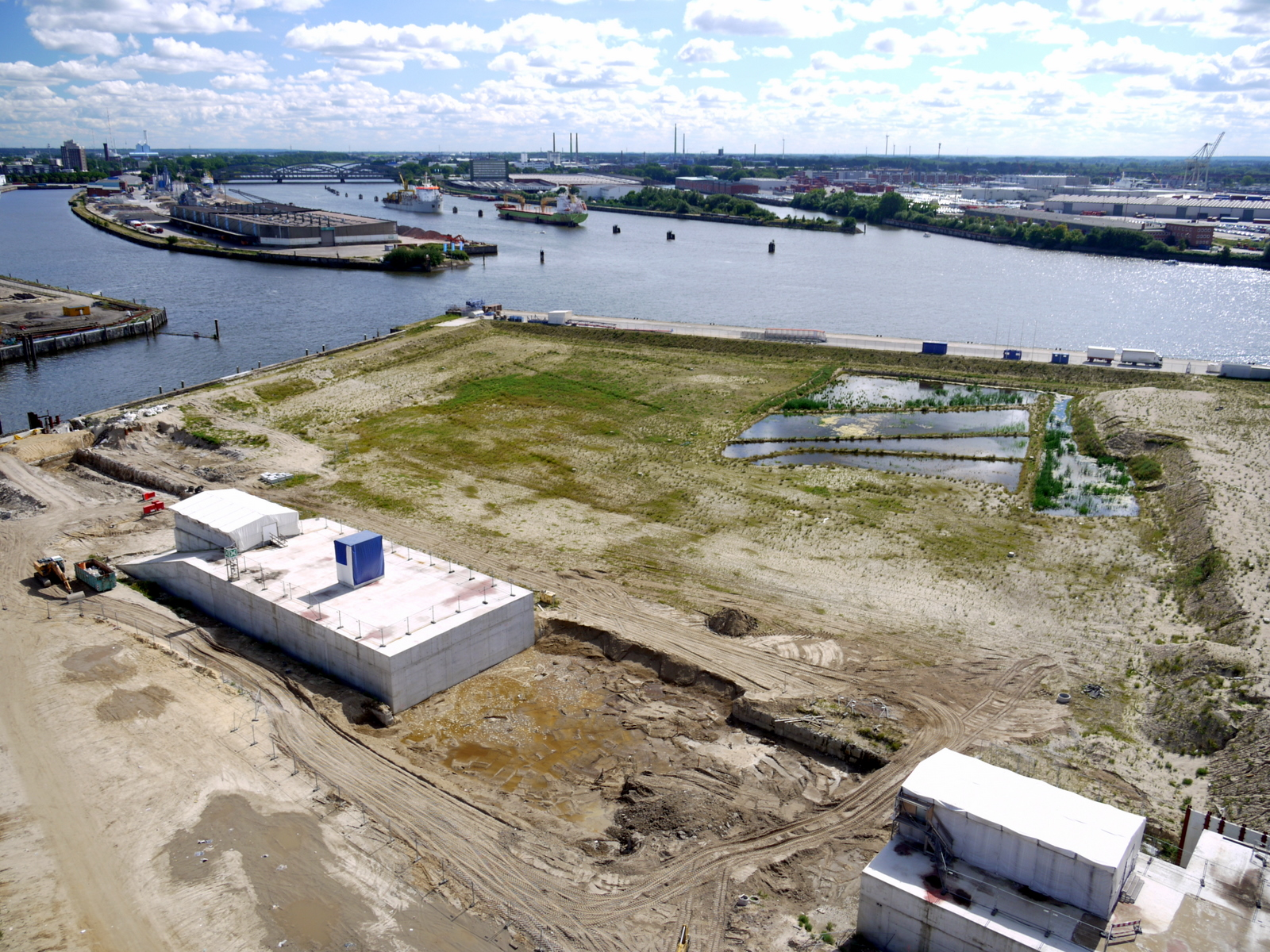
Der Südteil des Überseequartiers im September 2010, im Vordergrund die Zugänge zur gleichnamigen U-Bahn-Station; die Zugänge liegen auf der finalen Geländehöhe

Der Bau war insbesondere in Hinblick auf die Gesamtkosten und die Kostenentwicklung umstritten. Bereits die vor Baubeginn prognostizierten Kosten von 298 Millionen Euro wurden als unverhältnismäßig hoch für eine rund vier Kilometer lange Strecke mit lediglich zwei Stationen angesehen. Ein weiterer Kritikpunkt betrifft den Streckenverlauf, der in einem großen Bogen mit mehr als 180° Richtungswechsel und ohne Zwischenhalte unter der Innenstadt und an der Elbphilharmonie entlangführt. Nach Ansicht von Kritikern wäre auch eine Anbindung über einen 700 Meter langen Abzweig der Linie U1 von der Station Meßberg aus möglich gewesen.
Die Hochbahn führte an, in den vorbereitenden Untersuchungen 34 Streckenvarianten zur Erschließung der HafenCity untersucht zu haben und die zur Realisierung ausgewählte als betrieblich beste und leistungsfähigste identifiziert zu haben. Die zunächst erwogene Anlegung der Strecke als Hochbahn wurde aufgrund der komplizierten Trassierung im Bereich der Kehrwiederspitze und aus betrieblichen Gründen verworfen: die Hochbahn wollte die Erschließung der HafenCity entgegen den ersten Plänen nicht von der U3-Ringstrecke abzweigen lassen. Die ersten Pläne hatten noch vorgesehen, eine U-Bahn zur HafenCity ab der U3-Haltestelle Rathaus ausfädeln zu lassen. Dies führte zu starken Protesten seitens der Einzelhändler der Mönckebergstraße. Gründe für die Planänderung war dann auch die Tatsache, dass am Bahnhof Jungfernstieg schon zwei fertige, aber ungenutzte U-Bahnsteig-Kanten für die früher geplante U4 nach Altona vorhanden waren.
Kritik bestand ferner, dass auf dieser Linie wegen der im Vergleich zum restlichen Netz kürzeren Bahnsteige nur 90 Meter lange Züge eingesetzt werden können und zudem eine aufwändige Ausfädelungskonstruktion am Baumwall erforderlich gewesen wäre.
Der bis 2001 regierende rot-grüne Senat hatte für die Erschließung der HafenCity den Bau einer Stadtbahn-Strecke vorgesehen. Nach dem Regierungswechsel im Jahr 2001 wurden die Stadtbahnplanungen vorerst aufgegeben und eine Erschließung durch eine U-Bahn präferiert.
Ein weiterer Kritikpunkt an der gewählten Trasse besteht darin, dass die Elbphilharmonie als eine der Hauptattraktionen der HafenCity nicht im Einzugsbereich der Haltestellen der U4 liegt. Die nächstgelegene Schnellbahnstation ist die rund 430 Meter nordöstlich der Elbphilharmonie gelegene Station Baumwall der Linie U3.